# Giardino cinese

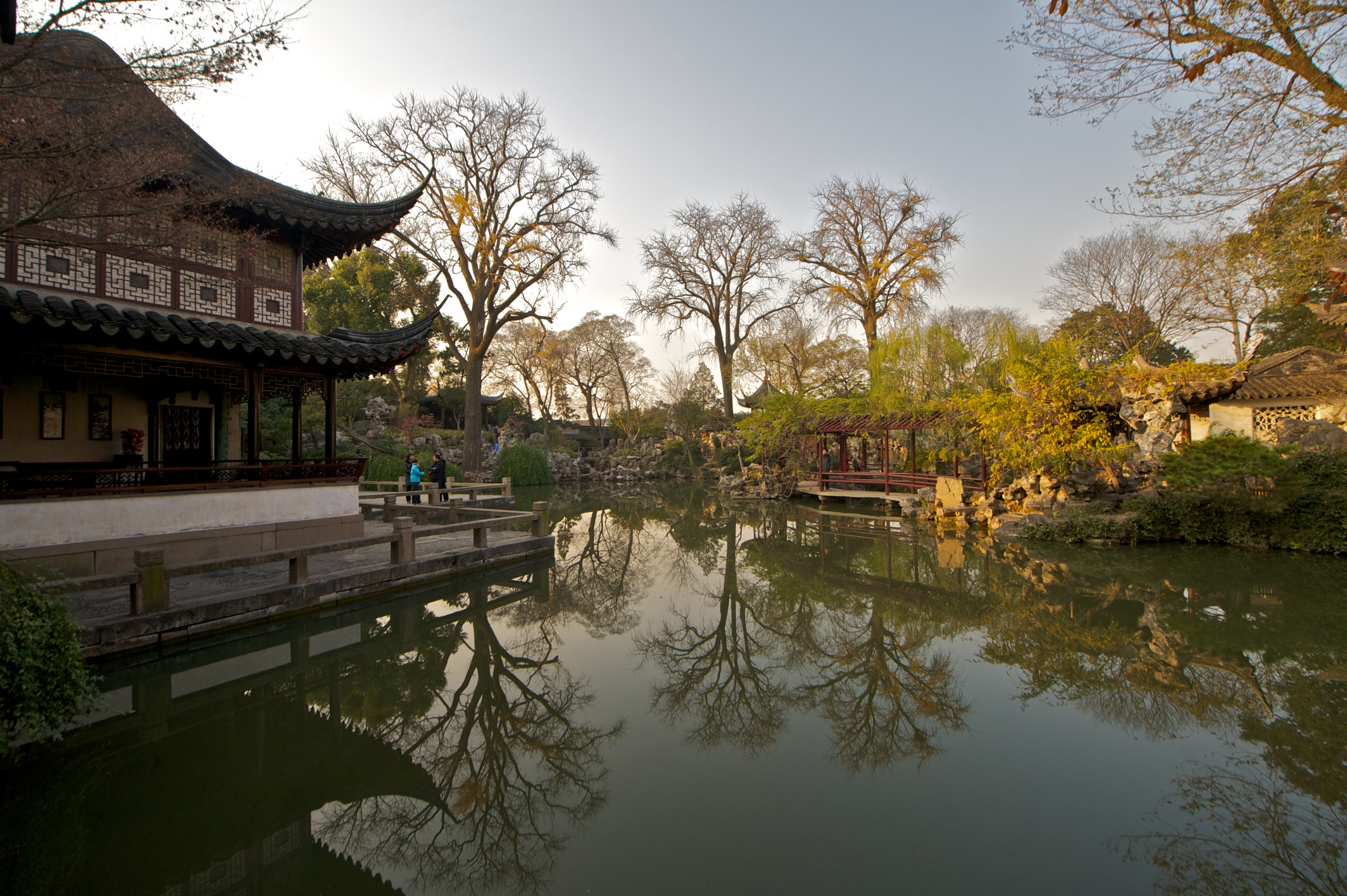
Il "Giardino dell'Indugiare" a Suzhou.

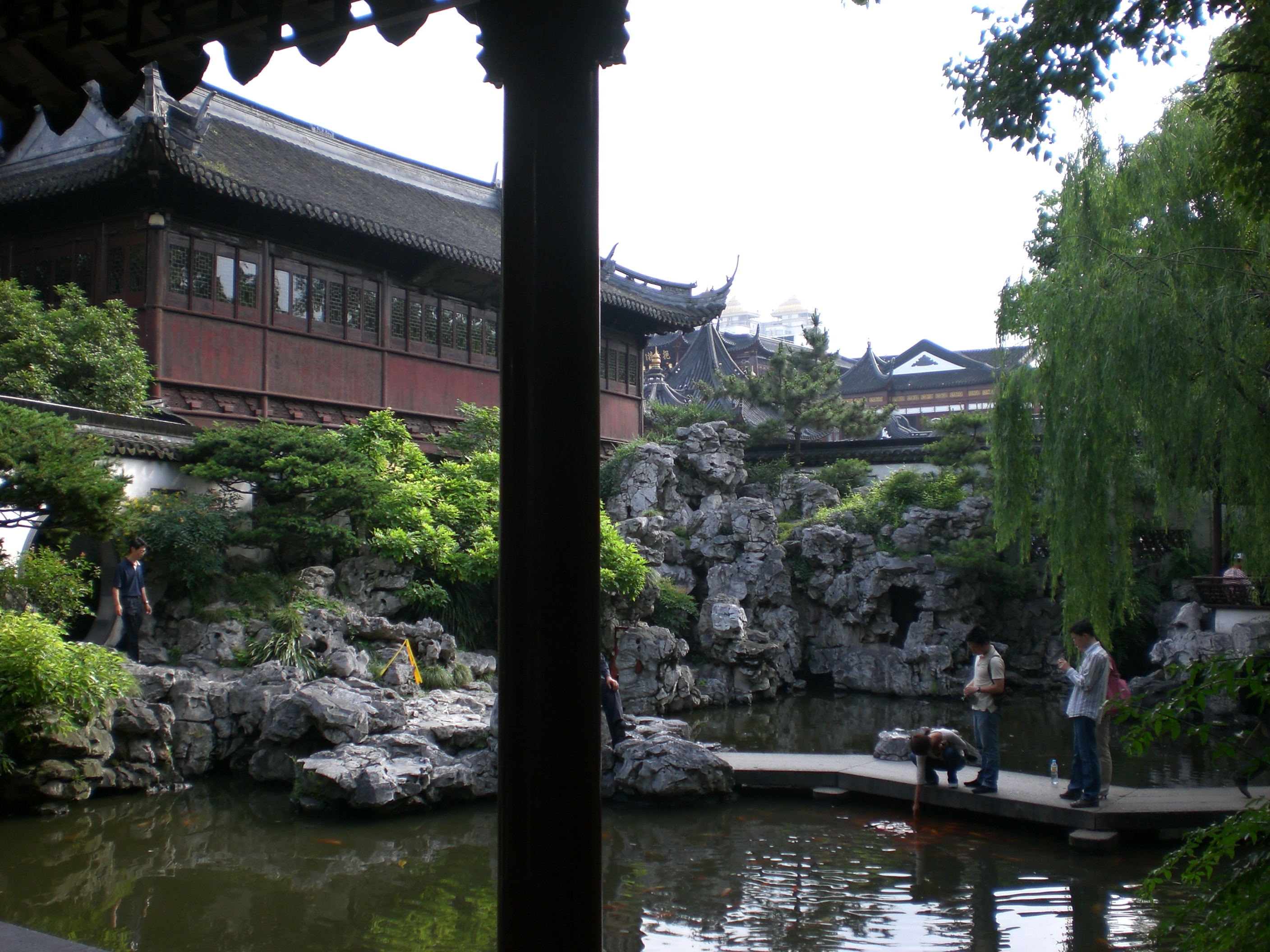
Scorcio del Giardino del Mandarino Yu a Shanghai.

Il giardino cinese (中國園林T, 中国园林S, Zhōngguó yuánlínP) è un giardino di carattere paesaggistico i cui tratti distintivi si sono evoluti nel corso di 3000 anni. Esso infatti ricrea un paesaggio in miniatura idealizzato e si propone di esprimere l'armonia che dovrebbe esistere fra l'uomo e la natura. Le rocce vengono scolpite come se fossero erose dagli agenti atmosferici, gli alberi vengono ridotti di taglia per esser inseriti in contesti più ristretti, si ricreano artificialmente quegli equilibri visivi che si hanno in natura.
Inoltre il tipico giardino cinese è cinto e diviso in settori da muraglioni, include bacini, rocce, alberi e fiori oltre che a un assortimento di sale e padiglioni posti in dei punti precisi di contemplazione visiva, collegati fra loro da sentieri tortuosi, ponti e gallerie a zigzag. Spostandosi di struttura in struttura si possono vedere una serie di scene accuratamente composte, come se si srotolasse un rotolo pittorico raffigurante un paesaggio.
I giardini sorsero sia per il piacere o per impressionare, come nei grandi giardini imperiali; per rilassarsi e fuggire dal mondo reale, come nei giardini più intimi creati da poeti, studiosi, ex funzionari governativi, soldati e mercanti; sia per la riflessione e preghiera, dunque un contatto con la natura e il creatore, come nei giardini dei templi.

## Storia

### Origini
I primi giardini cinesi di cui si hanno notizia, sono quelli che sorsero nella valle del Fiume Giallo durante la dinastia Shang (1600-1046 a.C.). Si presentavano come grandi parchi chiusi dove i re e i nobili cacciavano selvaggina, o dove venivano coltivate frutta e verdure.
Le prime iscrizioni di questo periodo, scolpite su gusci di tartaruga, presentano tre caratteri cinesi per giardino, yòu (囿), pǔ (圃) e yuán (園). You era concepito come un giardino reale dove venivano tenuti gli uccelli e gli animali; mentre pu era un giardino per le piante. Durante la dinastia Qin (221-206 a.C.), yuan divenne il prototipo per tutti i giardini cinesi. Il più antico esempio dello stile yuan (園) è una piccola immagine di un giardino. Inscritto in un quadrato, che può rappresentare un muro, porta dei simboli che possono costituire la pianta di una struttura; una piccola piazza che simboleggia uno stagno, e un simbolo per una piantagione o un albero di melograno.
Un famoso giardino reale della dinastia Shang era la Terrazza, lo Stagno e il parco dello Spirito (Lingtai, Lingzhao Lingyou) costruiti dal re Wén Wáng di Zhou (1099-1050 a.C.) a ovest della sua capitale, Yin. Il parco è stato descritto nella celebre Shijing in questo modo:
Un altro antico giardino reale era Shaqiu (沙丘S, ShāqiūP), o delle Dune di Sabbia, costruito dall'ultimo sovrano Shang, Di Xin (1075-1046 a.C.). Era composto da una terrazza di terra, o Tai, che serviva come una piattaforma di osservazione al centro di un grande parco. Venne descritto in uno dei primi classici della letteratura cinese, lo Shiji. Secondo lo Shiji, una delle caratteristiche più famose di questo giardino era il Lago di Vino e la Foresta di Carne, dove un bacino rivestito da lucide pietre ovali marine, abbastanza grande per diverse piccole imbarcazioni, venne costruito alla base del Castello, per poi esser stato riempito con del vino. Al centro vi era un'isola dove vennero piantati degli alberi ai quali rami vennero appesi spiedini di carne arrostita. Di Xin e i suoi cortigiani e concubine andavano alla deriva con le loro barche, bevendo il vino con le loro mani e mangiando la carne arrostita dagli alberi. Più tardi filosofi e storici cinesi citarono questo giardino come un esempio di decadenza e di cattivo gusto.
Durante il Periodo delle primavere e degli autunni (722 a.C. al 481 a.C.), il re Lì Wáng della Dinastia Zhou costruì nel 535 a.C. la Terrazza di Shanghua, con palazzi riccamente decorati. Nel 505 a.C. si iniziò la costruzione di un altro giardino ancor più elaborato, la Terrazza del Gusu, situato sul fianco di una montagna, comprendeva una serie di terrazze collegate da gallerie, e un lago dalle barche a forma di draghi blu. Dalla terrazza più alta la vista si estendeva fino al Tai Hu, il Grande Lago.

### La leggenda dell'Isola degli Immortali

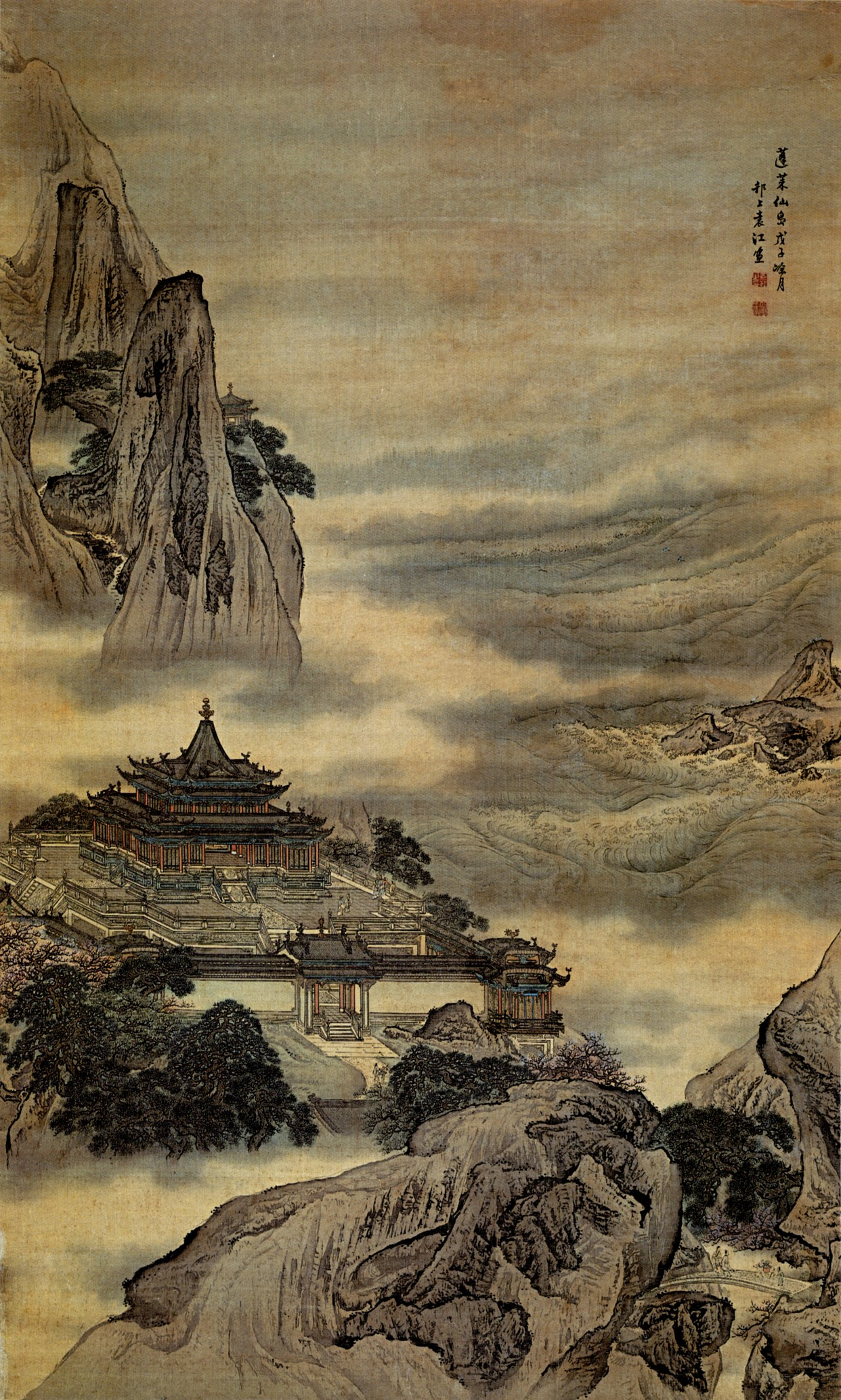
Raffigurazione del Monte Penglai, opera su seta di Yuan Jiang, 1708.

Un'antica leggenda cinese ha giocato un ruolo importante nella creazione dei primi giardini. Nel IV secolo a.C. un racconto dello Shan Hai Jing, o Libro dei monti e dei mari, ha descritto un picco chiamato Monte Penglai situato su una delle tre isole all'estremità orientale del Mare di Bohai, tra la Cina e la Corea, residenza degli Otto Immortali. Si raccontava che su questa isola vi sorgevano palazzi d'oro e d'argento, con gioielli sugli alberi. Non c'era dolore, né inverno, bicchieri di vino e ciotole di riso erano sempre pieni, e la frutta, se mangiata, concedeva l'immortalità.
Nel 221 a.C. Ying Zhèng, il re di Qin, conquistò i suoi rivali e unificò la Cina in un impero. Venuto a conoscenza della leggenda delle isole inviò subito degli emissari alla ricerca del luogo per riportare l'elisir dell'immortalità; senza successo. Allora nel suo palazzo nei pressi della sua capitale, Xianyang, creò un giardino con un grande lago chiamato Lanchi gong, "Lago delle orchidee", dal quale sorgeva un'isola dove ricreò la replica del monte Penglai, a simboleggiare la sua ricerca del paradiso. Dopo la sua morte, il suo impero cadde nel 206 a.C. e la sua capitale e il giardino andarono completamente distrutti. Tuttavia la leggenda continuò a ispirare molti giardini cinesi.

### Dinastia Han
Con l'avvento della nuova Dinastia Han (206 a.C.-220 d.C.), una nuova capitale venne fondata a Chang'an, e l'imperatore Han Wudi costruì un nuovo giardino imperiale che univa le caratteristiche dei giardini botanici e zoologici, nonché i tradizionali terreni di caccia . Ispirato da un'altra versione del classico cinese sulle isole di Immortali, chiamato Liezi, o Libro del Vuoto Perfetto, creò un grande bacino artificiale, il Lago dell'Essenza Suprema, con tre isole artificiali al centro a rappresentare le tre isole degli Immortali. Il parco venne poi distrutto, ma il suo ricordo continuerà ad ispirare il disegno dei giardini cinesi per secoli.
Un altro notevole giardino del periodo Han era quello del generale Liang-Ji, costruito sotto l'imperatore Shundi (125-144 d.C.) utilizzando la sua fortuna accumulata durante i 20 anni di servizio alla corte imperiale. Liang-Ji fece costruire un immenso giardino paesaggistico con montagne artificiali, gole e foreste, pieno di uccelli rari e animali selvatici addomesticati. Fu uno dei primi giardini che ha cercato di ricreare la natura, idealizzata.

### I giardini dei poeti e degli studiosi

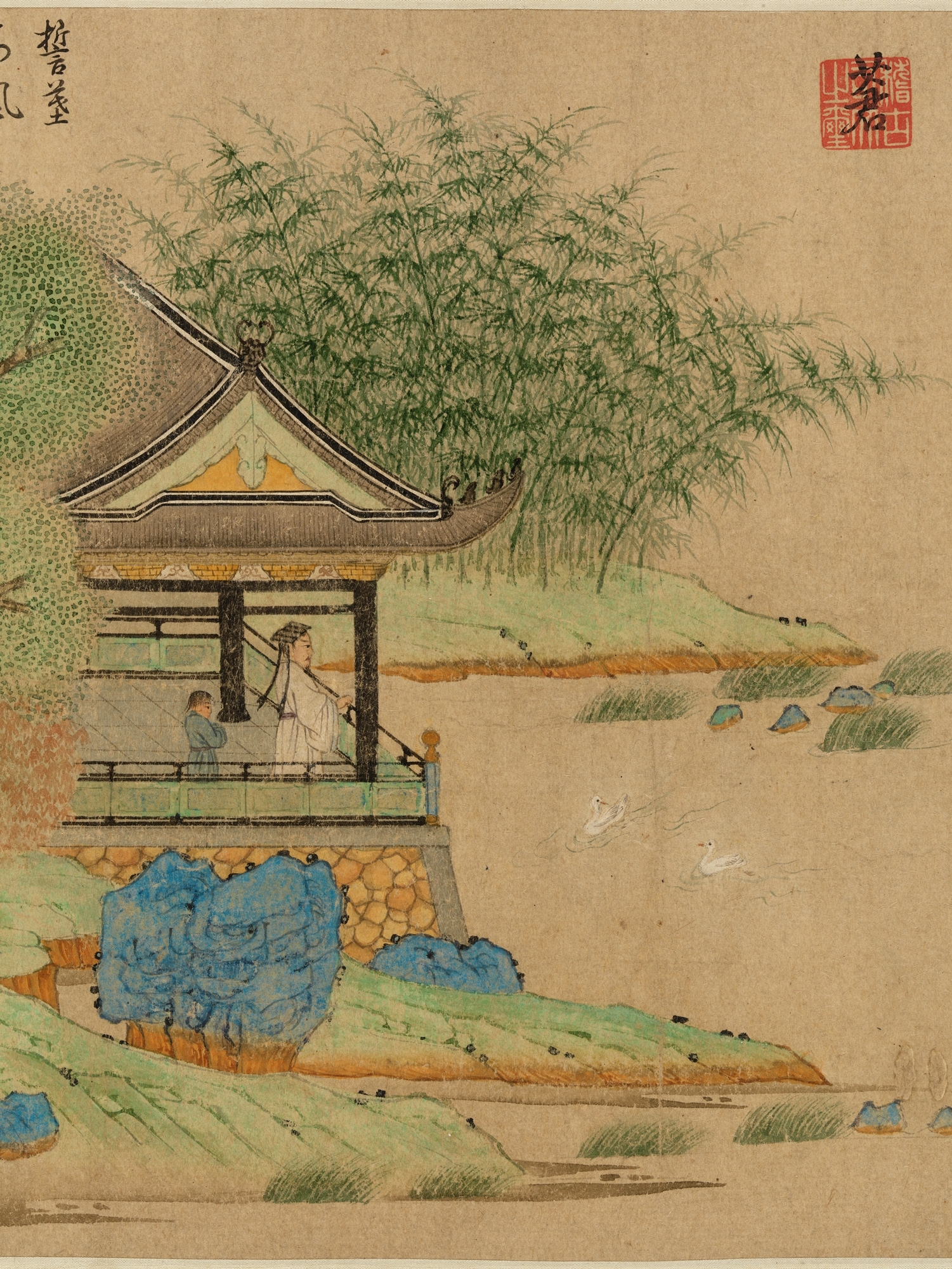
Wang Xizhi nel Padiglione delle Orchidee, opera di Qian Xuan (1235-1305).

Dopo la caduta della dinastia Han iniziò in Cina un lungo periodo di instabilità politica. Il buddismo fu introdotto già nel 64 dall'imperatore Ming Di (57-75 d.C.), e si diffuse rapidamente, tanto che nel 495, nel periodo Dinastie del Nord e del Sud, la città di Luoyang, capitale della dinastia Wei del Nord, contava oltre 1.300 templi e ciascuno di essi dotati del suo piccolo giardino.
Durante questo periodo, molti funzionari di governo lasciarono la corte e costruirono dei giardini dove potevano sfuggire al mondo esterno e concentrarsi sulla natura e la letteratura. Un esempio è il Jingu Yuan, o "Giardino della Valle d'Oro", costruito nel 296 a una decina di chilometri a nord-est di Luoyang da Shi Chong (249-300 dC), un aristocratico ed ex funzionario di corte. Shi Chong invitò una trentina di famosi poeti a un banchetto nel suo giardino, e descrisse l'evento stesso:
Questa visita al giardino determinò una famosa raccolta di poesie, Jingu Shi, o "Poesie della Valle d'Oro", e ha lanciato la lunga tradizione di scrivere poesie e sui giardini
Il poeta e calligrafo Wang Xizhi (307-365) scrisse nella sua eccellente calligrafia Lanting Xu (Prefazione al poema del padiglione delle orchidee), l'introduzione del celebre libro La raccolta del padiglione delle orchidee, dove racconta di una seduta poetica tenutasi nel ritiro di campagna detto appunto Padiglione delle Orchidee e ne registrò le poesie: 
Il Padiglione delle Orchidee ispirò anche l'imperatore Sui Yangdi (604-617) per costruire il suo nuovo giardino imperiale, il Giardino dell'Ovest, vicino a Hangzhou. Il giardino era incentrato proprio su un torrente tortuoso atto a far galleggiare le coppe di vino e dotato di padiglioni per la scrittura di poesie. Egli utilizzò il parco anche per eventi teatrali; e fece fluttuare piccole imbarcazioni con figure animate che illustravano la storia della Cina»
(Baridon 1998, p. 352.)

### Dinastia Tang

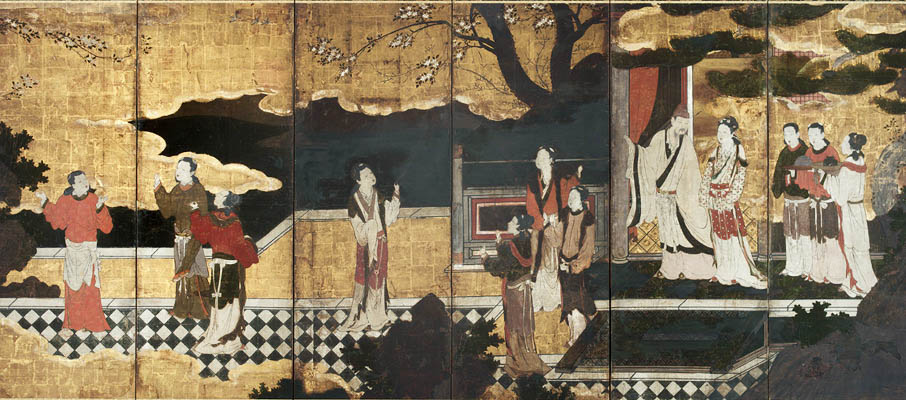
L'Imperatore Xuan Zong e la sua concubina Yang Guifei con i mandarini in una terrazza, Kanō Eitoku, XVI secolo.

La dinastia Tang (618-907) è stata considerata come la prima Epoca d'oro del giardino classico cinese. L'imperatore Xuan Zong fece costruire un magnifico giardino imperiale, il Giardino del Maestoso Lago Limpido, vicino a Chang'an, dove ha vissuto con la sua famosa concubina Yang Guifei, che governava il palazzo e l'imperatore.
Pittura e poesia raggiunsero un livello mai visto prima, e nuovi giardini, grandi e piccoli, riempirono la capitale, Chang'an. I nuovi giardini erano ispirati alle leggende classiche e poesie. C'erano Shanchi yuan, giardini con montagne e stagni artificiali, ispirati alla leggenda delle isole di immortali, e Shanting yuan, giardini con repliche di montagne e padiglioni. Anche le residenze ordinarie avevano dei piccoli giardini nei loro cortili, con le montagne di terracotta e piccoli stagni.
Questi giardini classici cinesi, o Wenren yuan, giardini degli studiosi, si sono ispirati, e, a sua volta ispirarono, la poesia classica cinese e la pittura. Un esempio notevole fu il Giardino della Valle del Jante del poeta-pittore e funzionario Wang Wei (701-761) che acquistò la villa in rovina di un poeta vicino alla foce di un fiume, su un lago. Vi creò una ventina di piccole scene di paesaggistiche: il Giardino delle Magnolie, dei Salici ondeggianti, il chiosco nel cuore dei bambù, la primavera della polvere d'oro, e il padiglione sul lago. Scrisse una poesia per ogni scena del giardino e commissionò un famoso artista, di dipingere le scene del giardino sulle pareti della sua villa. Dopo il ritiro dal governo, Wang Wei, passò il tempo facendo escursioni in barca sul lago, suonando la cetra e scrivendo e recitando poesie.
Durante la dinastia Tang, inoltre, la coltivazione delle piante raggiunse un livello avanzato. Vennero introdotte essenze attraverso varie vie: la naturalizzazione, l'addomesticamento, trapianto, e l'innesto.  Le proprietà estetiche delle piante vennero evidenziate, e numerosi libri sulla classificazione e coltivazione delle piante vennero pubblicati. L'allora capitale, Chang'an, era una città cosmopolita, piena di diplomatici, mercanti, pellegrini, monaci e studenti, che portavano le descrizioni dei giardini in tutta l'Asia. La prosperità economica della Dinastia Tang ha portato alla crescente costruzione di giardini classici attraverso tutta la Cina.
L'ultima grande creazione del giardino della Dinastia Tang fu il Pingquan Shanzhuang, "Borgo della Montagna delle Primavere Serene", costruito a est della città di Luoyang da Li Deyu, Gran Ministro dell'Impero. Il giardino era enorme, con oltre un centinaio di padiglioni e strutture, soprattutto famoso per la sua collezione di rocce e piante esotiche, che raccolse in tutta la Cina. Le rocce dalle forme insolite, conosciute come "Pietre degli studiosi cinesi", erano sempre più selezionate per rappresentare la parte di una catena montuosa o di una montagna all'interno di una scena del giardino. A poco a poco divenne una caratteristica essenziale del giardino cinese.

### Dinastia Song

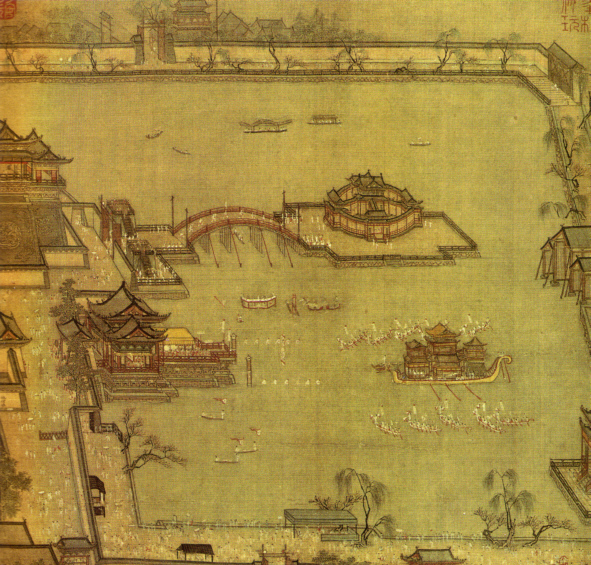
Il Bacino della Chiarezza d'Oro, il giardino dell'imperatore Hui Zong nella sua capitale, Kaifeng.

La Dinastia Song (960-1279), divisa nei due periodi "Song settentrionali" e "Song meridionali" a seguito dell'invasione degli Jurchen, erano entrambi noti per la costruzione di famosi giardini.
L'imperatore Hui Zong (1082-1135) fu un pittore di uccelli e fiori. Studioso egli stesso, integrò gli elementi del giardino degli studiosi nel suo grande giardino imperiale. La sua prima creazione fi il cosiddetto Bacino della Chiarezza d'Oro nella sua capitale Kaifeng. Si componeva di un lago artificiale circondato da terrazze e padiglioni, venne inaugurato in primavera con regate e spettacoli sul lago. Nel 1117 curò personalmente la costruzione di un nuovo giardino, ricco di piante esotiche e pittoresche rocce importate da tutto l'impero, in particolare le rocce pregiate del Tai Hu. Alcune delle rocce erano così grandi che per permettere il loro trasporto via acqua sul Gran Canale, dovette distruggere tutti i ponti tra Hangzhou e Pechino. Al centro del suo giardino aveva costruito una montagna artificiale alta un centinaio di metri, con scogliere e anfratti, che chiamò Genyue, o "Montagna della Stabilità"." Il giardino fu terminata nel 1122, ma nel 1127 l'imperatore Huizong fu costretto a fuggire quando la sua capitale venne attaccata dagli eserciti della dinastia Jīn. Al suo ritorno, il suo giardino era completamente distrutto, tutti i padiglioni bruciati e le opere d'arte saccheggiate. Solo la montagna era rimasta.
Certamente i giardini imperiali erano i più noti, ma innumerevoli giardini minori, altrettanto suggestivi, sorsero nelle città cinesi. A Luoyang per esempio si ricordano il Giardino del Monastero dei governanti celesti, conosciuto per le sue peonie, che attiravano tutta la popolazione al momento della loro fioritura; il Giardino delle molteplici Primavere, apprezzato per la sua vista sulle montagne. Il più famoso di Luoyang era il Dule Yuan, "Giardino della Gioia Solitaria", costruito dal poeta e storico Sima Guang (1021-1086) con superficie di otto mu, circa 1,5 ettari. Al centro sorgeva il "Padiglione dello Studio", la cui biblioteca conteneva cinquemila volumi; a nord vi era un lago artificiale con una piccola isola e un pittoresco villaggio di capanne di pescatori; a est un orto di erbe medicinali, e ad ovest una montagna artificiale con un Belvedere alla sommità sui quartieri circostanti. Qualsiasi passante poteva visitarlo pagando una piccola somma.

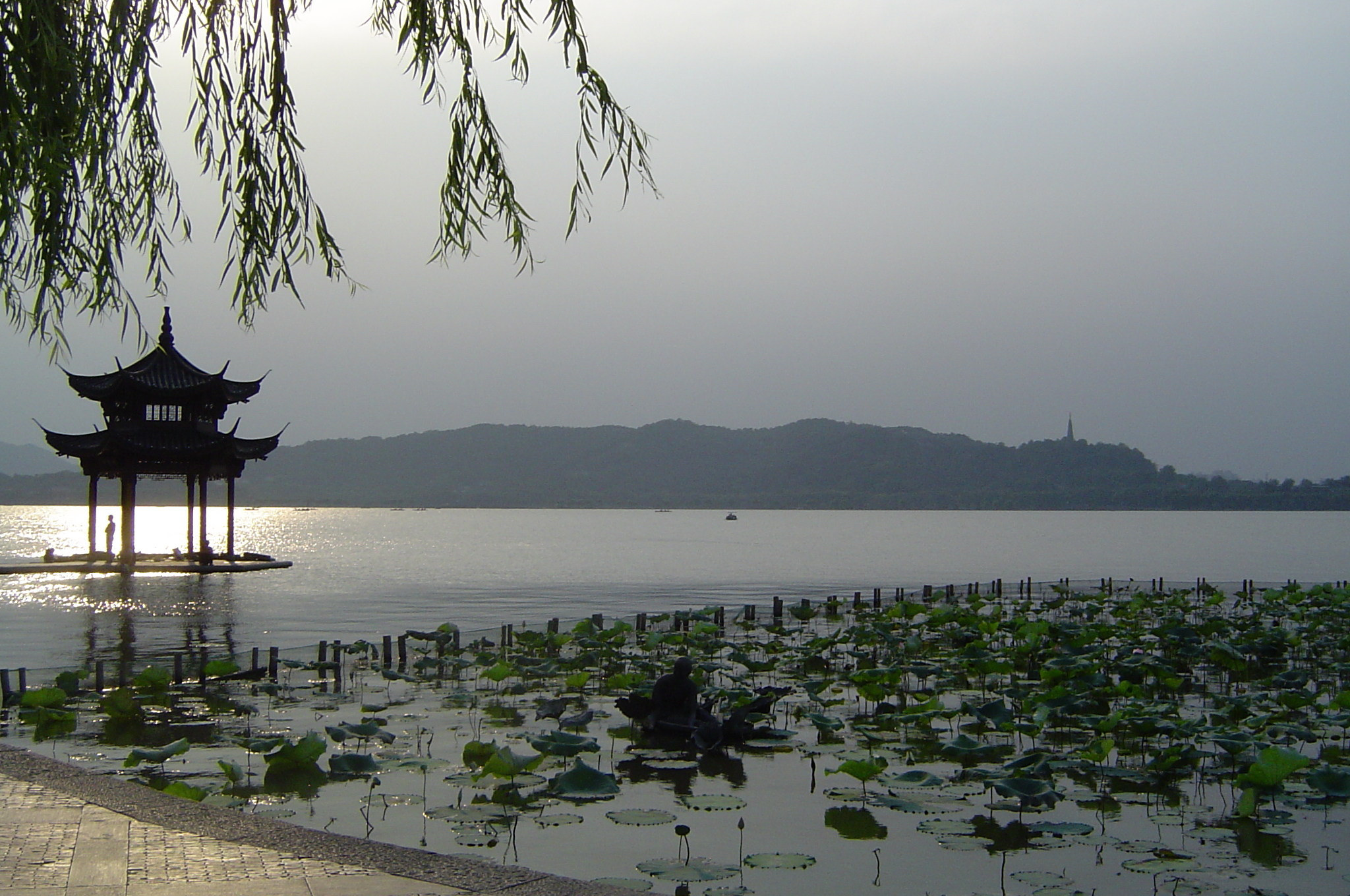
il Lago dell'ovest a Hangzhou.

Dopo la sconfitta dell'imperatore Hui Zong, la capitale della dinastia Song fu trasferita a Lín'ān (l'odierna Hangzhou), che ben presto si coprì di più di una cinquantina di giardini costruiti sulle rive del Lago dell'ovest. L'altra città famosa della provincia per i suoi giardini era Pingjiang (l'odierna Suzhou), dove molti studiosi, funzionari governativi e mercanti costruirono residenze con giardino. Alcuni di questi giardini esistono ancora oggi, anche se la maggior parte vennero molto alterati nel corso dei secoli.
Il più antico giardino di Suzhou ancora esistente è il Cāng Làng Tíng, "Padiglione delle Onde che irrompono", costruito nel 1044 dal poeta Su Shunqing come un padiglione di osservazione sulla collina. Altri padiglioni intorno lago vennero aggiunti man mano. Nel corso dei secoli è stato molto modificato, ma conserva ancora il suo piano essenziale.

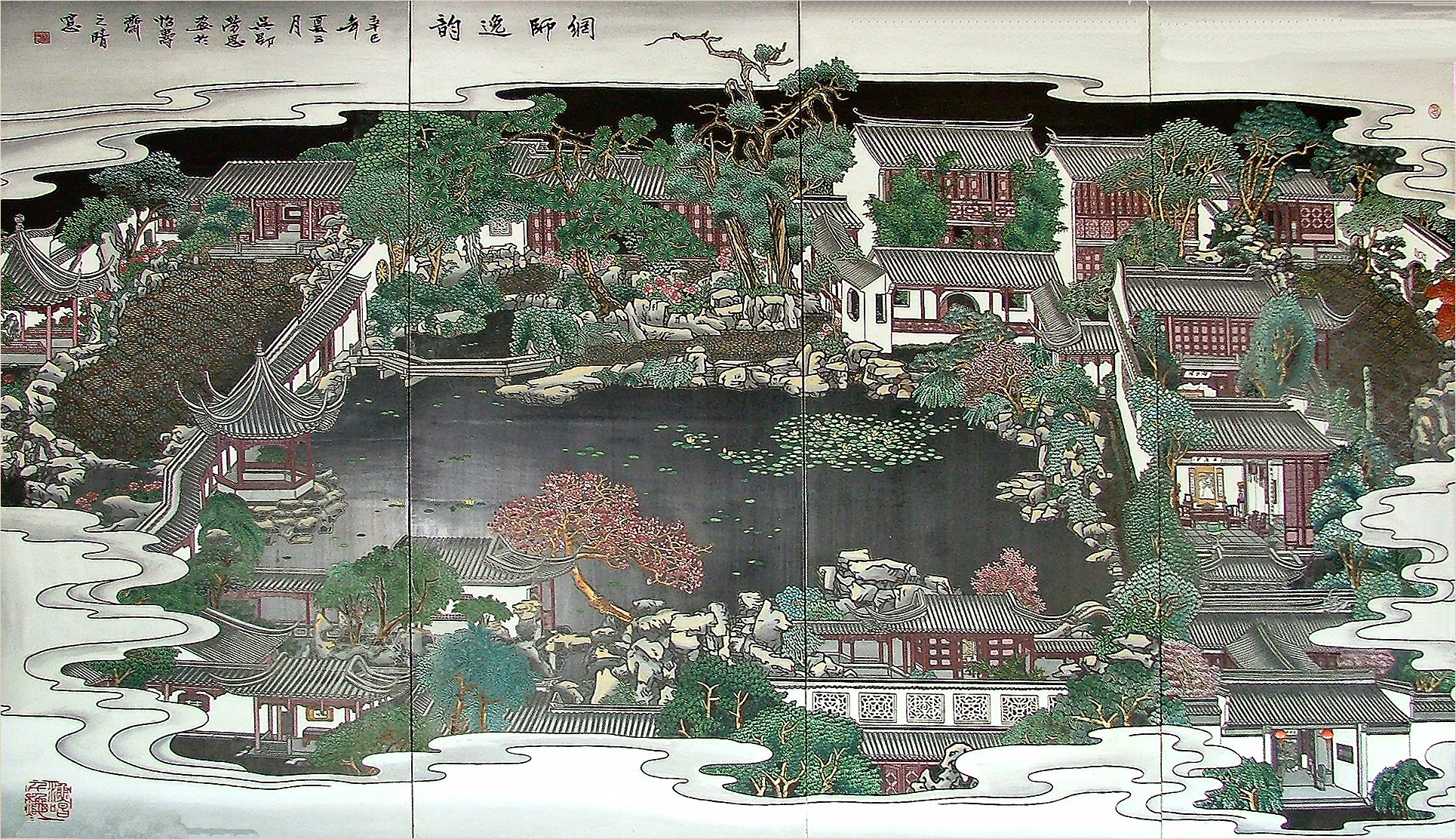
Raffigurazione del Giardino del Maestro delle Reti a Suzhou.

Un altro giardino sopravvissuto della dinastia Song è il Wǎngshī Yuán, Giardino del Maestro delle Reti di Suzhou, creato nel 1141 da Shi Zhengzhi, Vice Ministro del governo dei Song meridionali. Possedeva una biblioteca, la "Sala dei Diecimila volumi" e un giardino adiacente chiamato "Ritiro dei Pescatori". Ampiamente rimaneggiato tra il 1736 e il 1796, rimane tuttavia uno dei migliori esempi di giardino degli studiosi della dinastia Song.
Nella città di Wuxi, sul bordo del Tai Hu e ai piedi di due montagne, sorgevano trentaquattro giardini in epoca Song, come registrato dallo storico Zhou Mi (1232-1308). I due più famosi giardini erano il Bei Yuán, "Giardino del Nord", e il Nan Yuán, "Giardino del Sud", entrambi appartenenti a Shen Dehe, Gran ministro all'Imperatore Gāozōng (1131-1162). Il primo era un classico giardino con laghetti affacciato sulle montagne (Shanshui); aveva un lago con un'isola dell'Immortalità (Penglai dao), sulla quale spuntavano tre grandi macigni portati dal Tai hu. Il Giardino del Sud era un giardino acquatico, con cinque grandi laghi collegati al lago Tai hu. Una terrazza permetteva una splendida vista sul lago e sulle montagne.

### Dinastia Yuan

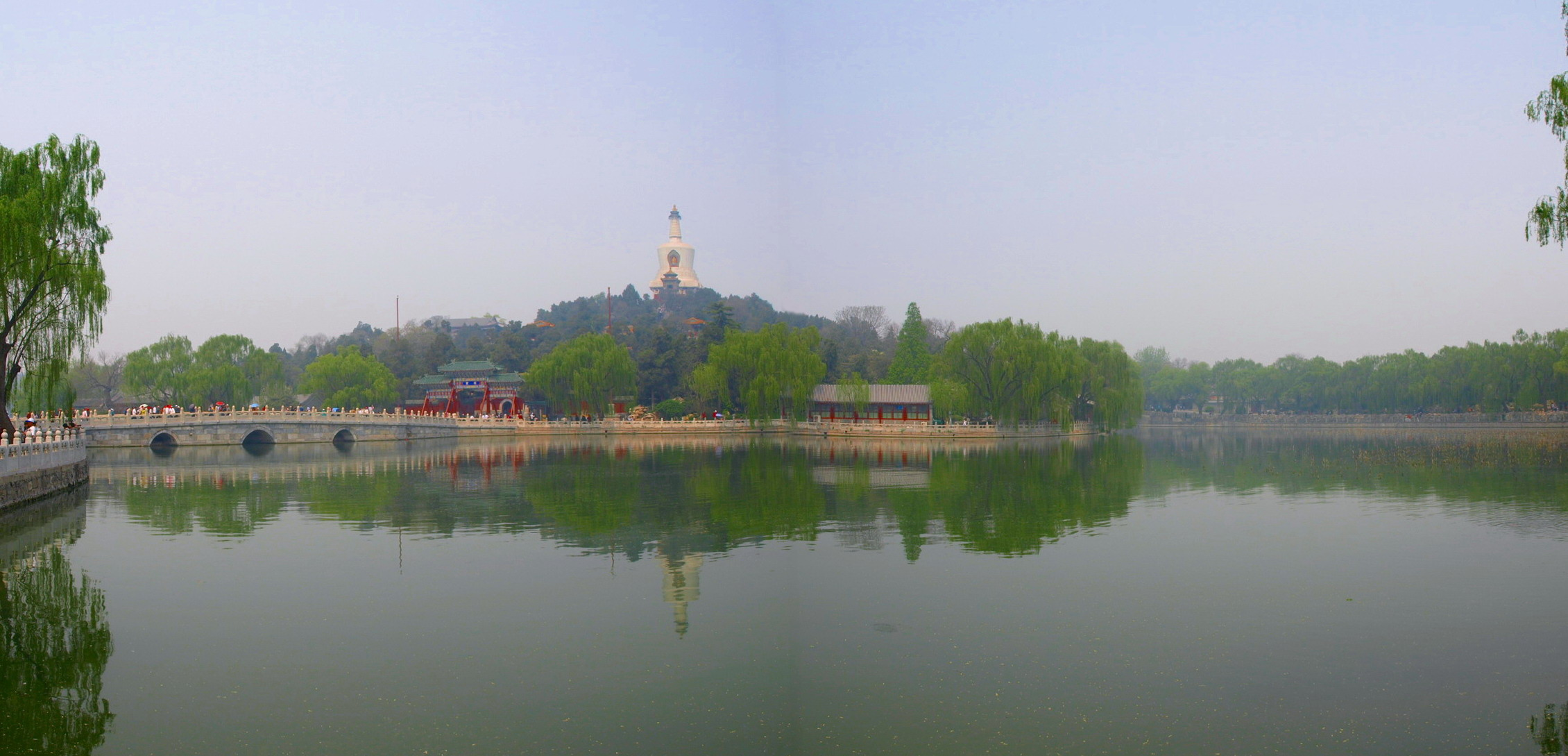
I laghi artificiali del Parco Beihai a Pechino.

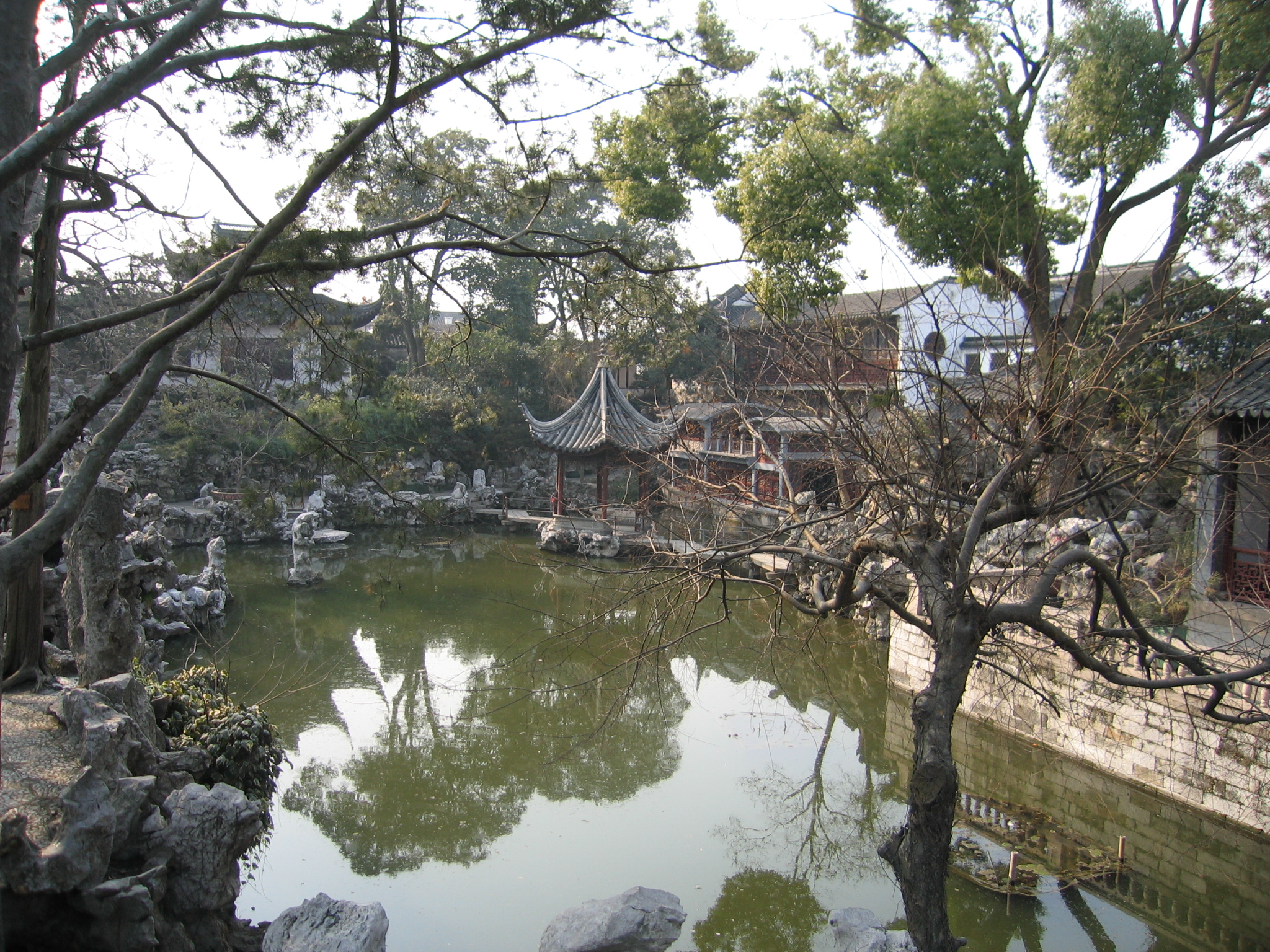
La Foresta dei Leoni di Suzhou.

Nel 1271 Kublai Khan, condottiero mongolo, si affacciò in Cina, dove nel 1279 annientò l'ultima resistenza dei Song. Unificò la Cina e stabilì la Dinastia Yuan (1279-1368) fondando la nuova capitale a Dadu (grande capitale), sul sito dell'odierna Pechino.
Il più famoso giardino della dinastia Yuan è quello che venne realizzato da Kublai Khan per la sua residenza estiva di Xanadu. Il viaggiatore veneziano Marco Polo avrebbe visitato Xanadu intorno al 1275, e descrisse il giardino in questo modo:
Quando fondò la sua nuova capitale a Dadu, Kublai Khan ampliò i laghi artificiali del ‘' Běihǎi Gōngyuán'’, il Parco Beihai, già creati un secolo prima dalla Dinastia Jīn, e costruì l'isola di ‘'Qióng-huá'’, alta fino a 32 metri sul livello del lago, creando un forte contrasto tra le banchine curve del lago e dei giardino e la geometria rigorosa di ciò che più tardi divenne la Città Proibita di Pechino. Questo contrasto è ancora oggi visibile.
Nonostante l'invasione mongola, il giardino classico cinese, dei Poeti e degli Studiosi, ha continuato a fiorire in altre parti della Cina. Un ottimo esempio è lo Shī Zǐ Lín, La Foresta dei Leoni di Suzhou che, costruito nel 1342, prese nome dalla raccolta delle fantastiche e grottesche rocce provenienti dal Lago Tai Hu, le quali assomigliavano a teste di leone. Più tardi gli imperatori Kangxi e Qianlong, della dinastia Qing, visitarono il giardino più volte, e lo presero come modello per il proprio giardino estivo, il Giardino della Perfezione e dello Splendore, a Bìshǔ Shānzhuāng, Località montana di Chengde.
Nel 1368, le forze di Zhu Yuanzhang presero Dadu dai Mongoli e rovesciarono gli Yuan, installando la celebre dinastia Ming che durò per ben tre secoli. Zhu Yuanzhang ordinò di bruciare tutti i palazzi degli Yuan a Dadu.

### Dinastia Ming

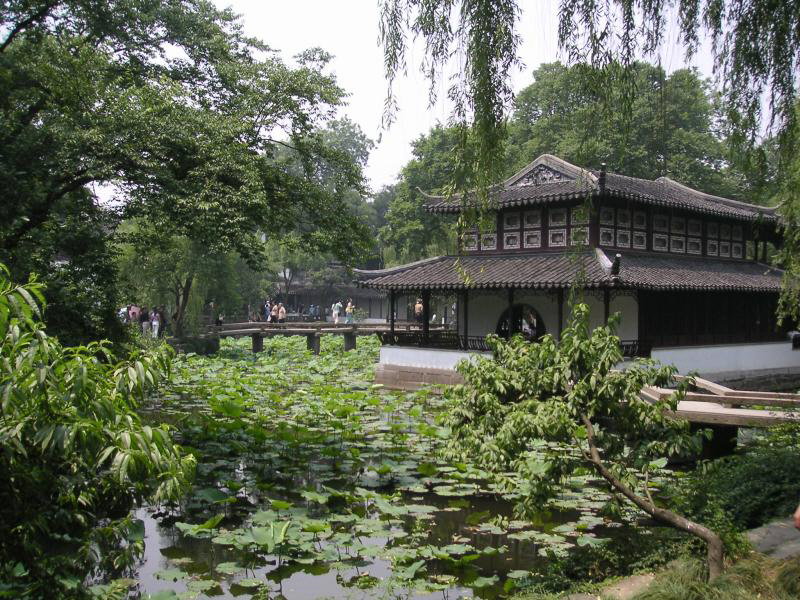
Il Giardino dell'Umile Amministratore a Suzhou.

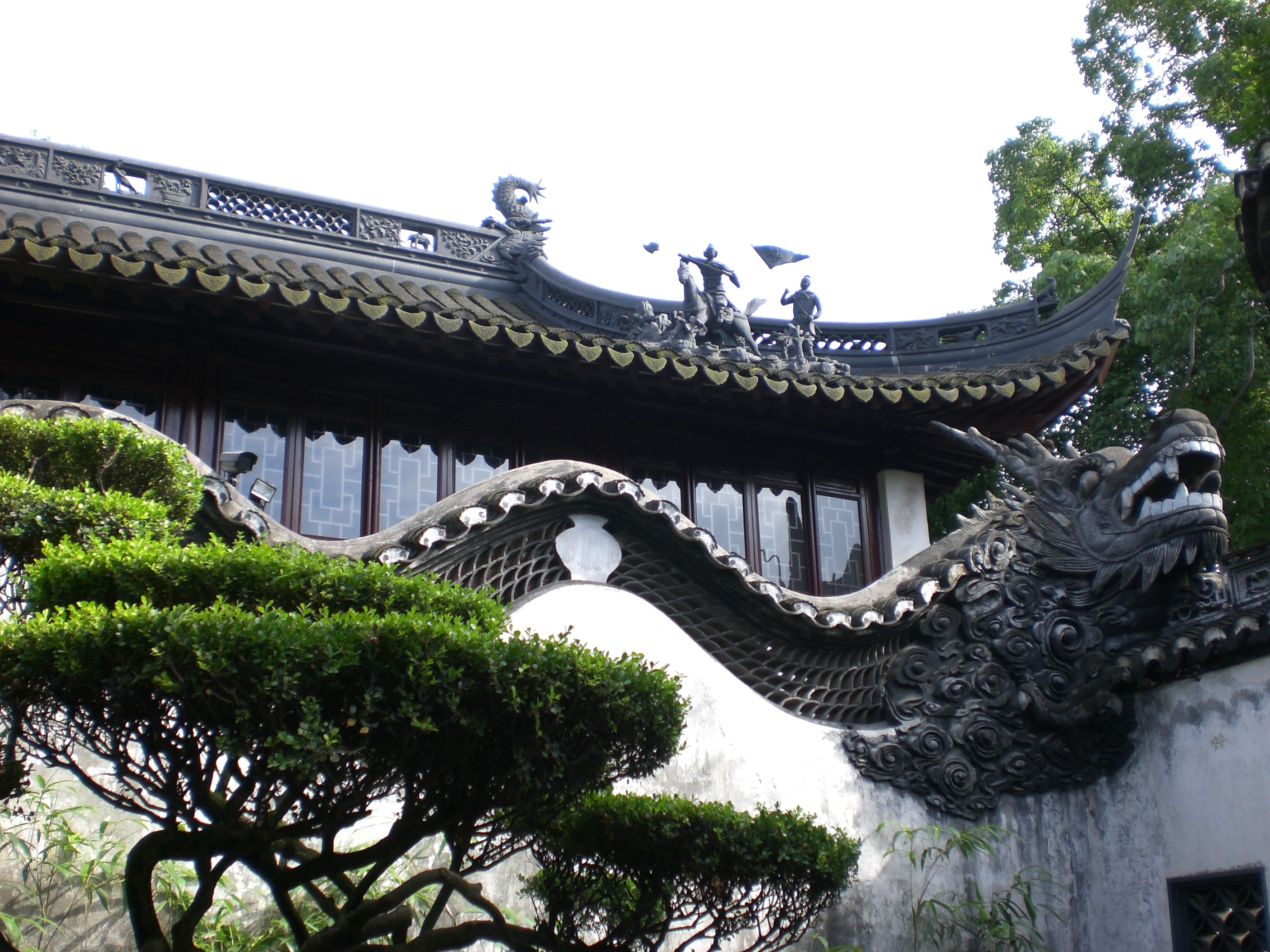
Il muro del drago nel Giardino del Mandarino Yu a Shanghai.

Il più famoso giardino esistente dalla dinastia Ming (1368-1644) è il Giardino dell'Umile Amministratore a Suzhou. Costruito durante il regno dell'imperatore Zhengde (1506-1521) da Wang Xianchen, un amministratore di governo che ritiratosi dal servizio si dedicò al suo giardino. Venne molto modificato nel corso del tempo, ma la parte centrale è sopravvissuta secondo l'impianto originale: un grande stagno pieno di fiori di loto, circondato da strutture e padiglioni progettati come punti di vista sul lago e i giardini. Inoltre fa un buon uso del principio Jiejing, la "vista in prestito", inquadrando con cura e attenzione la vista sulle montagne circostanti e su una pagoda in lontananza.
Di quest'epoca è anche il Giardino del Mandarino Yu a Shanghai, commissionato dall'ufficiale Pan Yu nel XVI secolo al celebre architetto-paesaggista Zhang Nayang. Vero microcosmo in cui piante, animali e minerali convivono, è ricco di più di 30 padiglioni e presenta tutte le caratteristiche del tipico giardino cinese; è diviso da mura dove qui prendono le sembianze di un drago serpeggiante.
Un altro giardino esistente dalla dinastia Ming è il Liú Yuán, "Giardino dell'Indugiare", sempre a Suzhou, costruito durante il regno dell'imperatore Wanli (1573-1620). Si sviluppa intorno a un camminamento coperto che serpeggia per 700 metri, collegando i punti di vista più interessanti. Durante la dinastia Qing vi vennero aggiunte dodici alte rocce calcaree a simboleggiare le montagne, la più pittoresca delle quali era il cosiddetto Picco della Nube promettente, diventato un elemento centrale del giardino.
Il celebre giardiniere-paesaggista cinese Ji Cheng, autore di numerosi giardini, scrisse fra il 1631 e il 1634 lo Yuanye, un manuale di creazione del giardino classico cinese.

### Dinastia Qing
La dinastia Qing (1644-1912) l'ultima della Cina ha continuato l'arte dei giardini. I più famosi di questo periodo furono quelli del Palazzo d'Estate e dell'Antico Palazzo d'Estate, sulla Collina della Longevità, vicino a Pechino. Entrambi i giardini sono diventati i simboli del lusso e della raffinatezza, e sono stati ampiamente descritti da visitatori europei.
Padre Jean-Denis Attiret, gesuita francese che divenne pittore di corte per l'imperatore Qianlong 1738-1768, descrisse la Terrazza di Giada dell'Isola dell'Immortalità nel lago del Palazzo d'Estate:
La loro costruzione e modifiche consumarono gran parte del tesoro imperiale. Infatti, come comunemente noto, l'Imperatrice vedova Cixi dirottò i fondi destinati alla modernizzazione della flotta Pei-yang per ripristinare il Palazzo d'Estate e la singolare casa da tè di marmo a forma di barca del lago Kunming. Sia il Palazzo d'Estate che l'Antico Palazzo d'Estate furono distrutti durante la rivolta dei Boxer e da una spedizione punitiva delle forze armate europee durante il XIX secolo, ma ora è in corso il loro restauro.
Oltre ai palazzi sulla Collina della Longevità gli imperatori Qing costruirono tra il 1703 e il 1792 un nuovo complesso di giardini e palazzi in montagna, a 200 chilometri a nord-est di Pechino, per sfuggire alla calura estiva della capitale. Venne chiamato Bìshǔ Shānzhuāng letteralmente: "luogo di soggiorno montano per evitare il caldo" e oggi noto come Località montana di Chengde. Occupava 560 ettari, con settantadue viste paesaggistiche separate che ricreavano paesaggi in miniatura di diverse parti della Cina. Questo parco è sopravvissuto relativamente intatto.
Fra i giardini dei letterati ancora esistenti risalenti a tale periodo vi sono il Ǒu Yuán, "Giardino del ritiro della coppia" (1723–1736), e il Tuìsī Yuán, "Giardino del ritiro e della riflessione" (1885), entrambi a Suzhou.

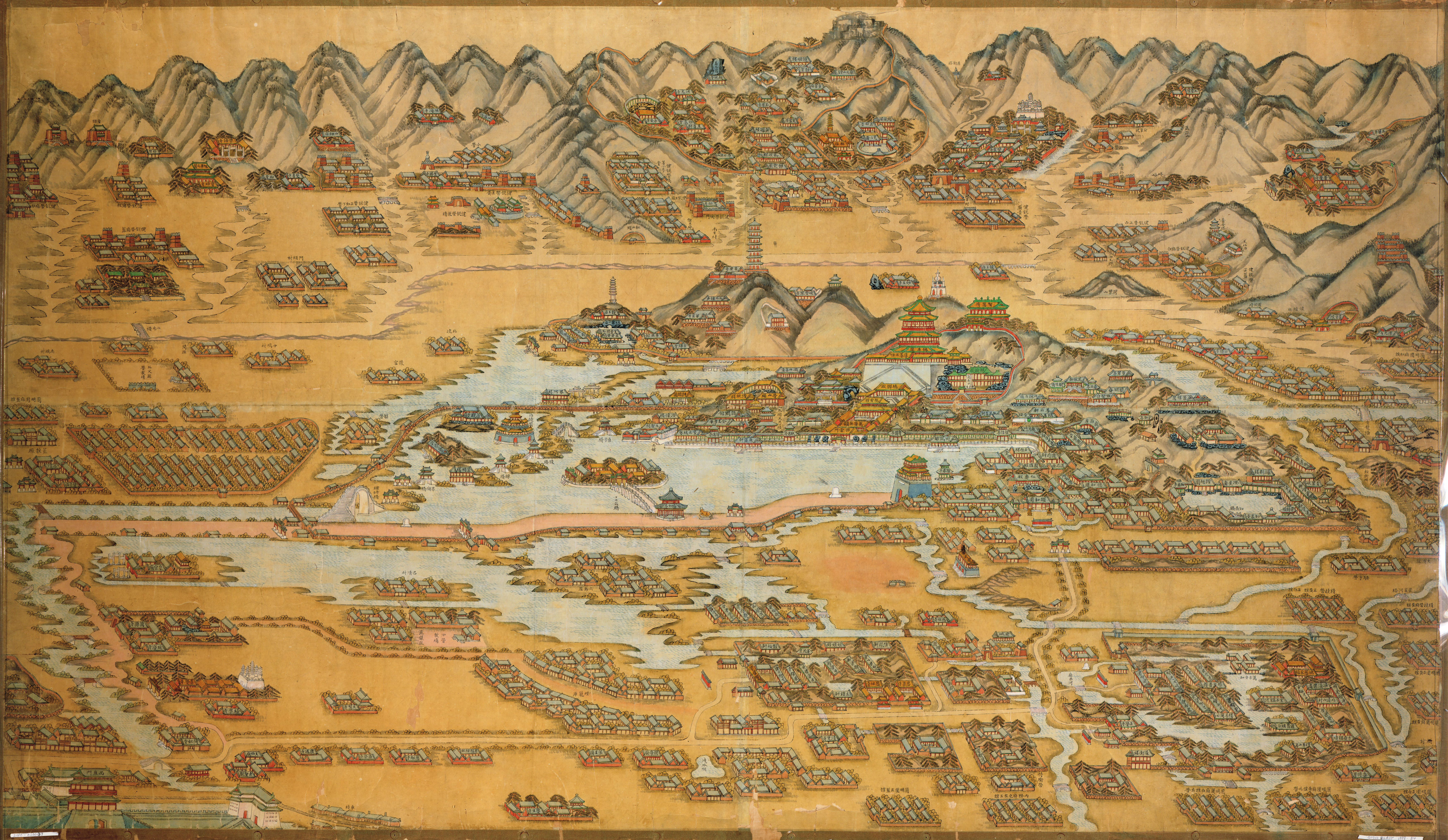
Il Palazzo d'Estate di Pechino in un dipinto del 1888.
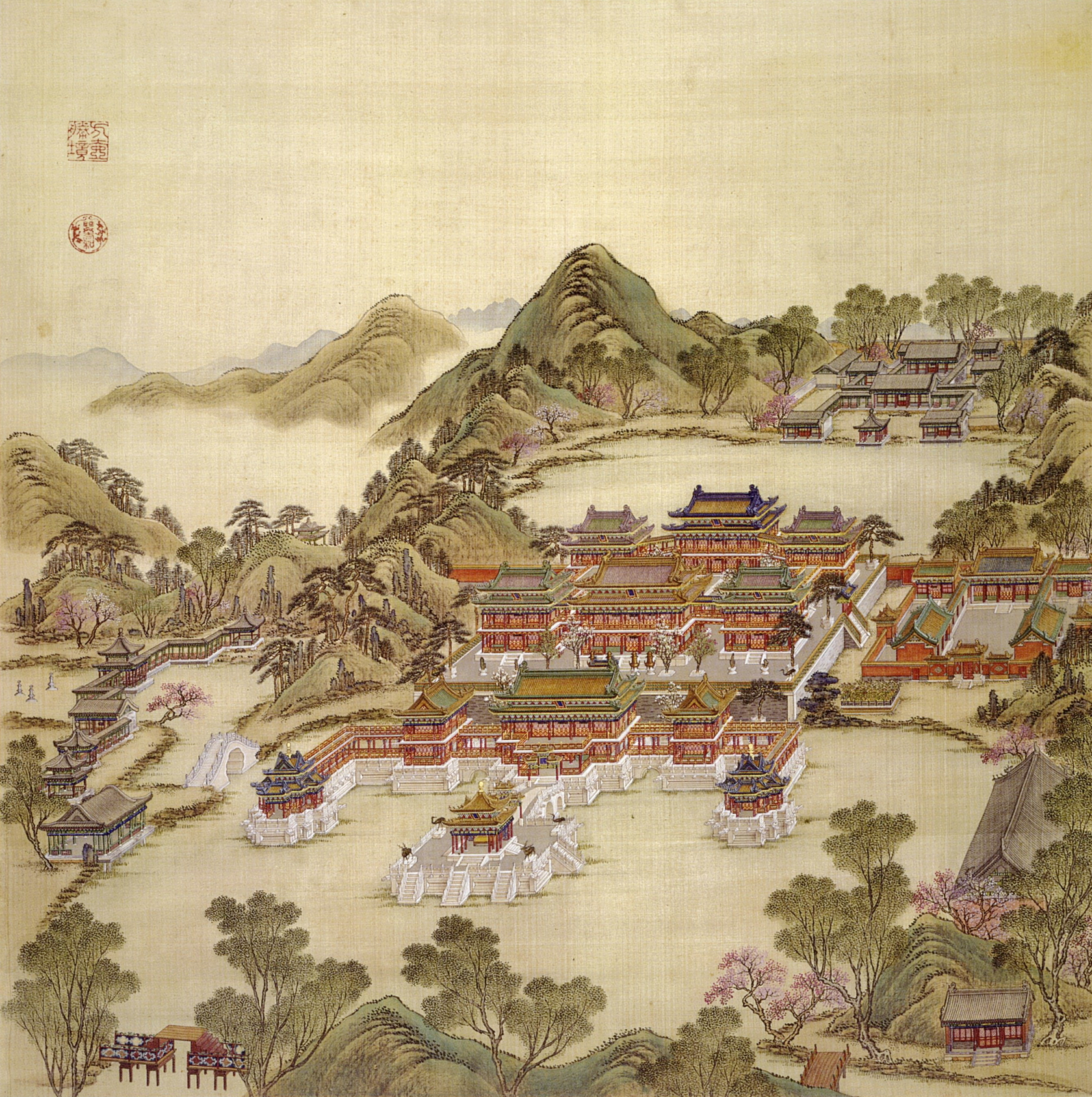
Veduta dell'Antico Palazzo d'Estate.
La Località montana di Chengde.
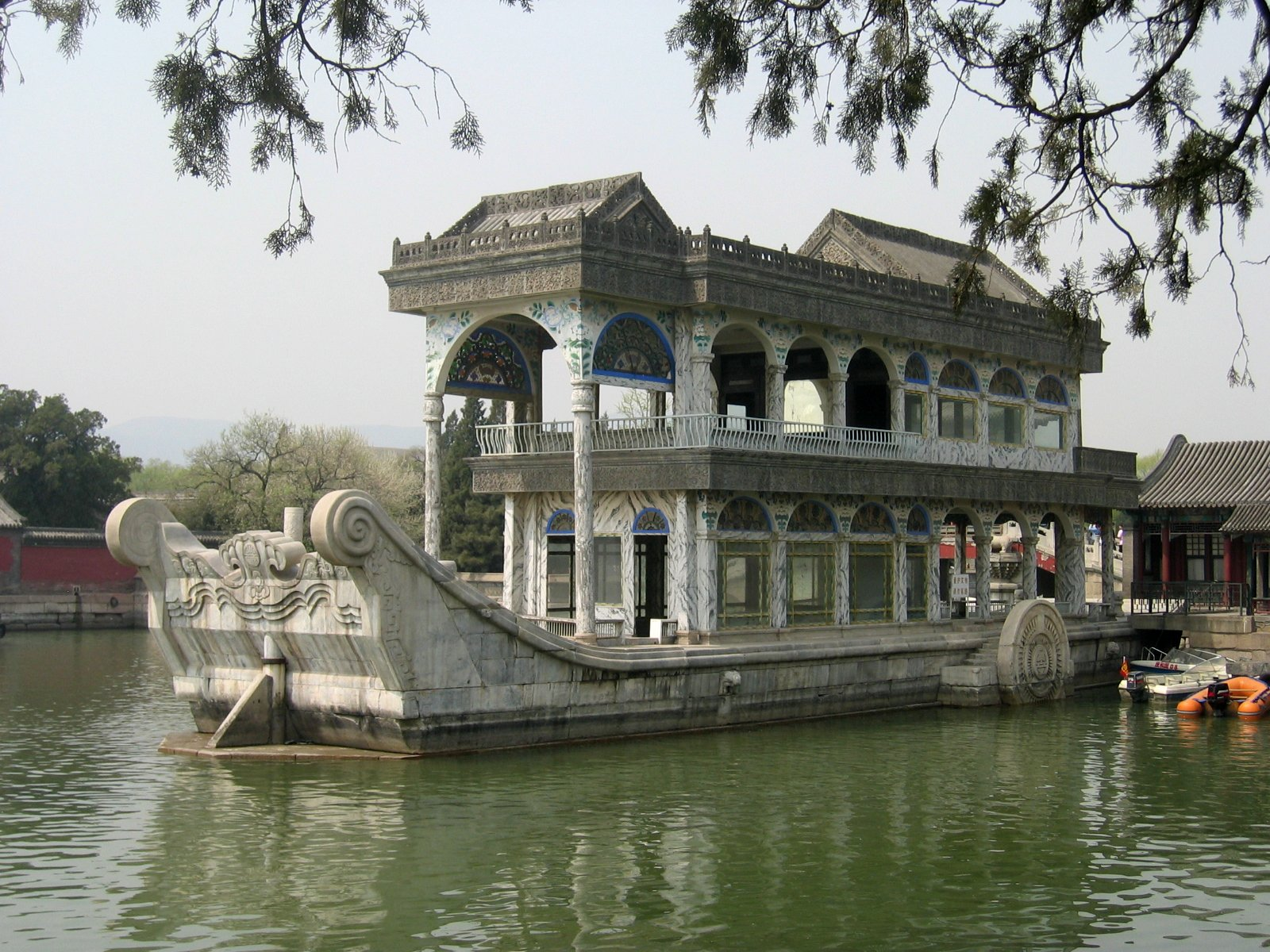
Il Battello di Marmo al Palazzo d'Estate.
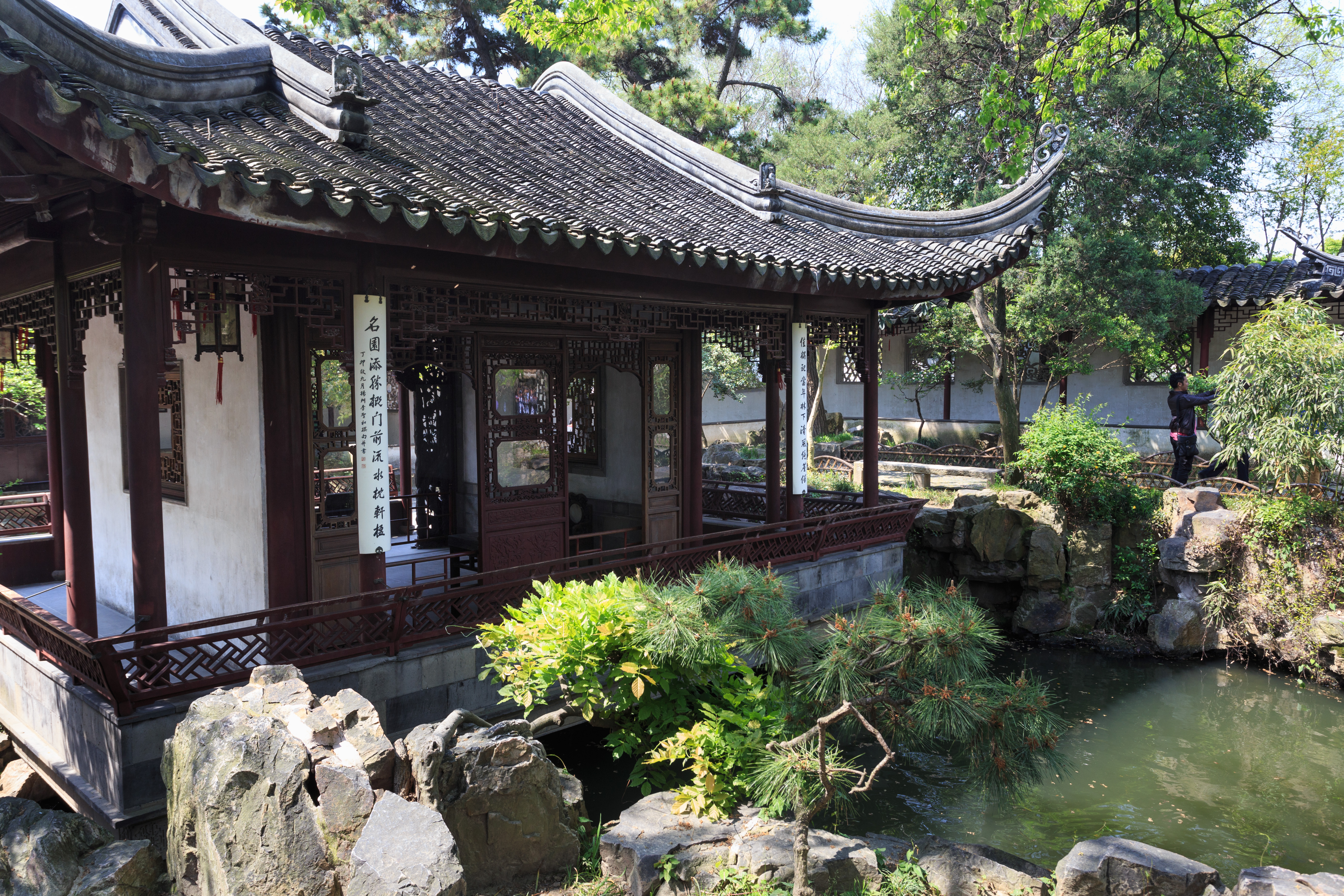
Il Giardino del ritiro della coppia

## Caratteristiche ed elementi

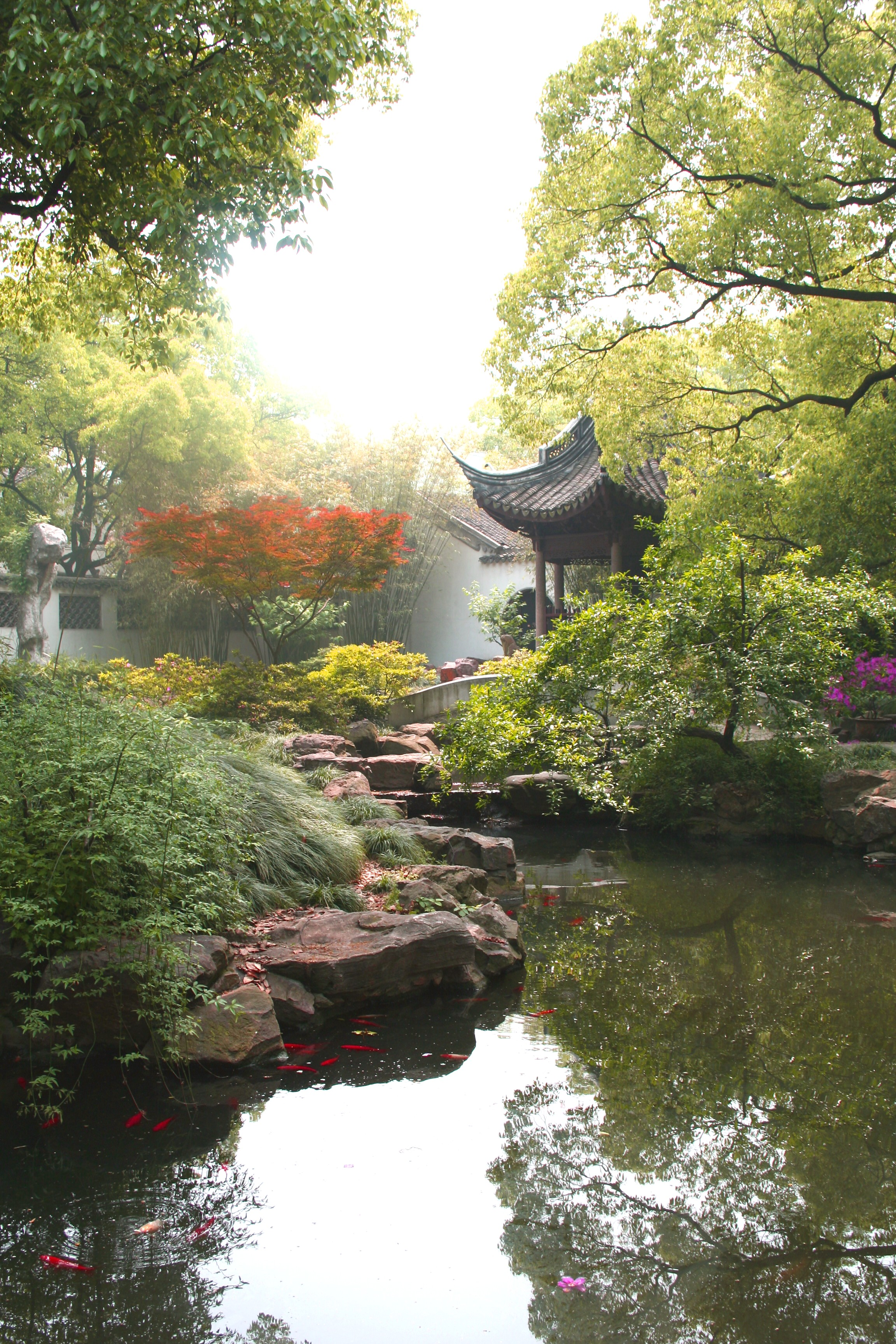
Il giardino Jichang Yuan a Wuxi.

Un giardino cinese è stato concepito per essere scoperto poco a poco e non essere visto tutto in una volta. il progetto di un giardino classico cinese si presenta al visitatore con una serie di scorci perfettamente composti e incorniciati di paesaggi; una vista su uno stagno, o su una roccia, su un boschetto di bambù, su un albero in fiore, o uno scorcio su una montagna o una pagoda distanti. Lo scrittore e filosofo cinese del XVI secolo Ji Cheng istruì i costruttori di giardini su come "nascondere il volgare e comune e risaltare l'eccellente e lo splendore".

Alcuni dei primi visitatori visitatori occidentali dei giardini imperiali cinesi li vedevano caotici, affollati di edifici in stili diversi, senza alcun ordine apparente. Ma il sacerdote gesuita Jean Denis Attiret, che ha vissuto in Cina dal 1739 divenendo pittore di corte di Qianlong, osservò che c'era un "bel disturbo, un anti-simmetria" nel giardino cinese. 
(Baridon 1998, p. 426.)
I giardini classici cinesi variavano notevolmente in termini di dimensioni. Il più grande giardino di Suzhou, quello dell'Umile Amministratore, misurava un po' più di dieci ettari, e un quinto del giardino è occupato dal laghetto. Ma essi, tuttavia, non devono essere di grandi dimensioni. Ji Cheng, celebre paesaggista, costruì un giardino per Wu Youyu, il tesoriere di Nanchino, che era poco meno di un ettaro in termini di dimensioni, e il tour del giardino era lungo solo quattrocento passi dall'ingresso all'ultimo punto di osservazione, ma Wu Youyu disse che conteneva tutte le meraviglie della provincia in un unico luogo.
Il giardino classico è circondato da un muro, di solito dipinto di bianco, come sfondo puro per fiori e alberi. Un stagno di acqua di solito si trova in pieno centro e molte strutture, grandi e piccole, vi sono erette intorno. Le strutture, padiglioni, biblioteca o studi, sono concepiti come punti di osservazione delle caratteristiche del giardino e sono collegati da gallerie che aiutano a dividere il giardino in singole scene o paesaggi. Gli altri elementi essenziali di un giardino cinese sono le piante, gli alberi, e le rocce, tutte accuratamente composti in piccoli paesaggi perfetti. Un altro elemento è lo Jiejing o "Scenario in prestito", dove spesso scorci inaspettati di paesaggi al di fuori del giardino, come le cime, pagode, sembrano essere un prolungamento del giardino stesso

### Architetture

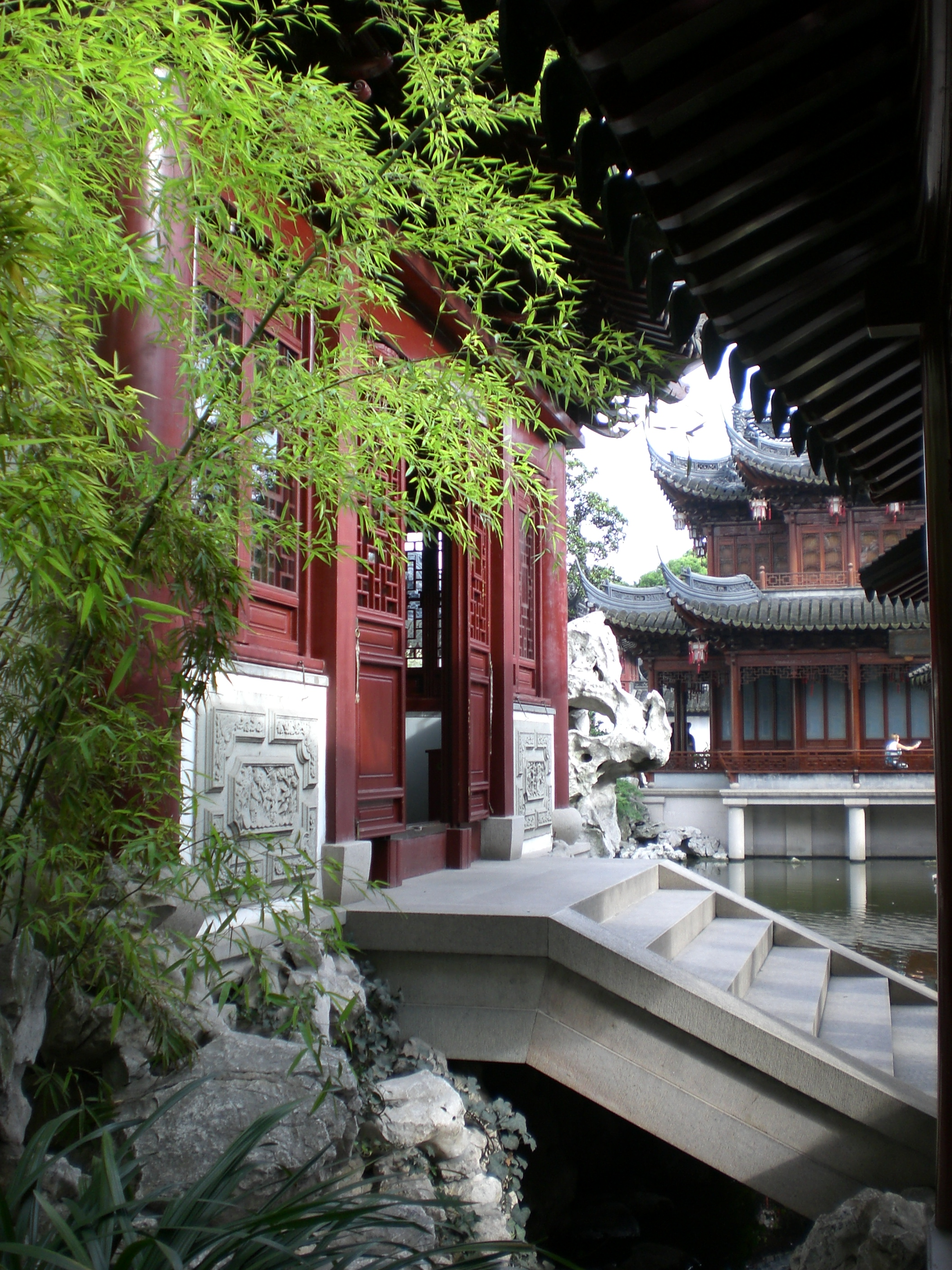
Padiglioni nel giardino del Mandarino Yu a Shanghai.

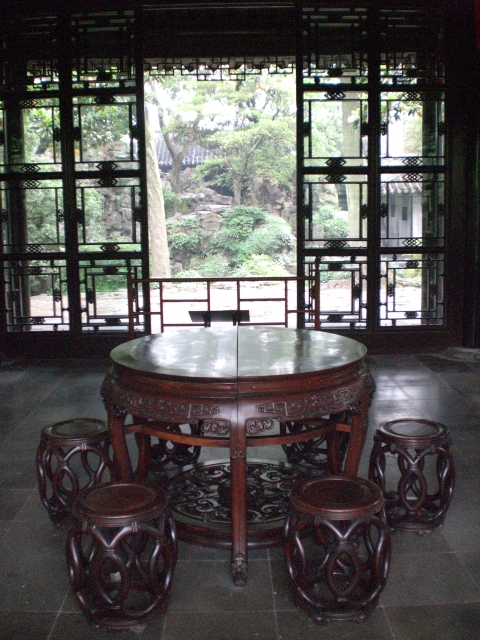
Veduta interno di un padiglione nel Giardino dell'Umile Amministratore di Suzhou.

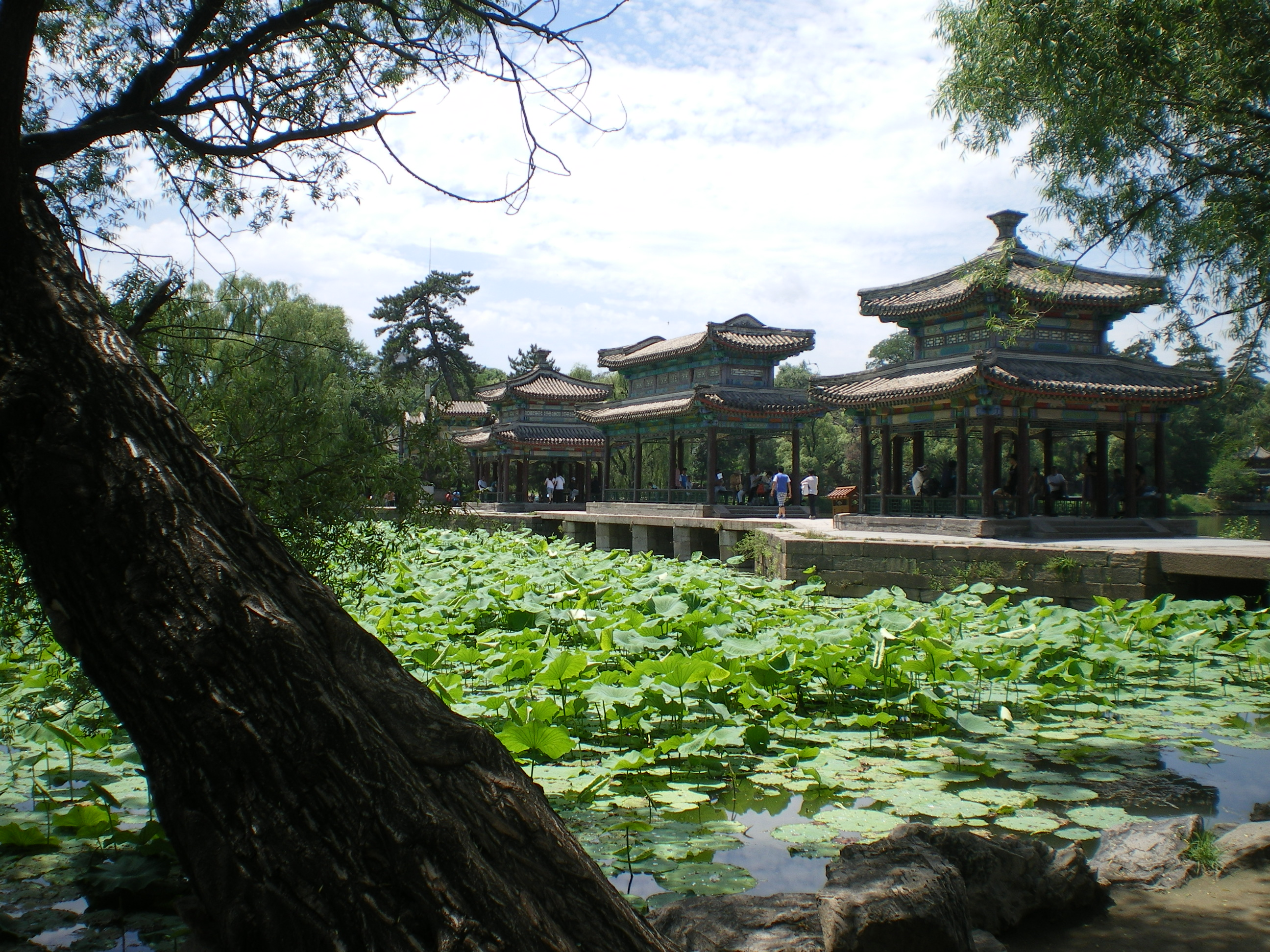
Padiglioni nella Località montana di Chengde.

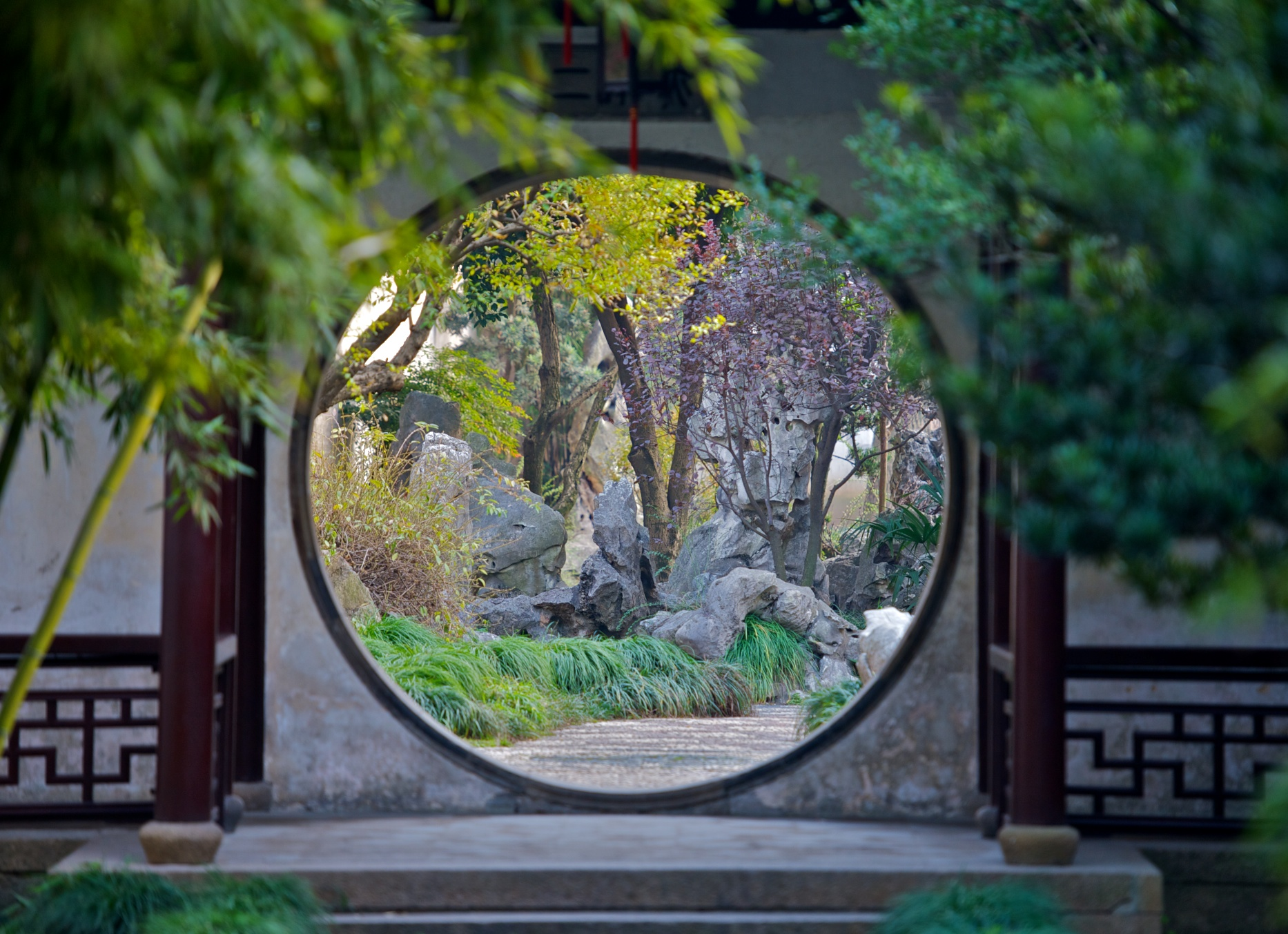
La Porta della Luna piena nel Giardino dell'Indugiare di Suzhou.

I giardini cinesi sono puntellati di innumerevoli architetture: sale, padiglioni, templi, gallerie, ponti, chioschi, e torri, che occupano circa i due terzi dello spazio. Ad esempio il Giardino dell'Umile Amministratore a Suzhou, dispone di quarantotto strutture, tra cui una residenza con diverse sale per riunioni di famiglia e di intrattenimento, diciotto padiglioni per la visualizzazione delle differenti caratteristiche del giardino, e un assortimento di torri, gallerie e ponti, tutti progettati per visualizzare più parti dei giardini da diversi punti di vista. Le strutture da giardino non sono progettate per dominare il paesaggio, ma per essere in armonia con esso.
Le sale (ting) sono utilizzate piuttosto per accogliere ospiti e dare ricevimenti, i padiglioni, più piccoli, (detti anche ting), sono progettati per fornire riparo dal sole o dalla pioggia, per contemplare una scena, recitare una poesia, giocare, o semplicemente riposare. I Padiglioni potrebbero trovarsi nel luogo in cui l'alba può essere meglio ammirata, dove la luce della luna splende si riflette sull'acqua, dove il fogliame autunnale domina meglio, dove il rumore della pioggia può essere meglio ascoltato (sulle foglie di banano), o dove il vento fischia attraverso le canne di bambù. A volte sorgono isolati o talvolta sono attaccati alla parete di un altro edificio, e posti nei migliori punti di vista del giardino, su uno stagno o in cima ad una collina, e prendono nome dalla scena che mostrano o dall'esperienza che offrono: Sala degli Aromi distanti, Padiglione della Luna e del Vento, Torre per scorgere la montagna, ecc.
I giardini classici tradizionalmente hanno queste strutture:
- Tang o Ting, edificio utilizzato per feste di famiglia o cerimonie, di solito con un cortile interno, non lontano dal cancello d'ingresso.
- Dating, è il padiglione principale, per accogliere gli ospiti, dare banchetti e celebrare feste come il Capodanno, la Festa delle Lanterne. Spesso l'edificio è cinto da un portico per fornire fresco e ombra.
- Huating, è il padiglione dei fiori, situato nei pressi della residenza, questo edificio ha un cortile posteriore pieno di fiori, piante, e un piccolo giardino roccioso.
- Simian ting, padiglione di fronte alle quattro direzioni. Questo edificio ha pareti mobili o pieghevoli, per l'apertura di una vista panoramica sul giardino.
- Hehua ting, padiglione di loto. Costruito accanto a un laghetto di loto, per vederne i fiori e apprezzare la fragranza.
- Yuanyang ting, padiglione delle anatre mandarine. Edificio diviso in due sezioni; una esposta a nord, usata in estate, dal cortile ombreggiato e affacciato su un laghetto che fornisce aria fresca; e la parte meridionale, utilizzata in inverno, con un cortile alberato da pini sempreverdi e susini, i cui fiori annunciato l'arrivo della primavera.[23]

I giardini spesso dispongono di torri a due piani (lou o ge) solitamente ai margini del giardino, con una parte inferiore in pietra e un piano superiore imbiancato, per una vista dall'alto di alcune parti del giardino o per scorgere il paesaggio lontano.
Alcuni giardini hanno un pittoresco padiglione di pietra a forma di barca, che si trova nello stagno. (chiamato Xie, fang, o Shifang). Questi in genere era costituiti da tre parti; un chiosco con timpani alati sul davanti, una sala più intima al centro, e una struttura a due piani con una vista panoramica dello stagno nella parte posteriore.
Cortili
I giardini contengono solitamente piccoli cortili chiusi (yuan) che offrono la tranquillità e la solitudine per la meditazione, la pittura, bere il tè, o suonare strumenti.
Le gallerie (lang) sono stretti corridoi coperti che collegano gli edifici, proteggono dalla pioggia e dal sole, e contribuiscono a dividere il giardino in diverse sezioni. Queste gallerie sono raramente dritte; infatti possono essere a zig-zag o serpeggiano seguendo la parete del giardino, il bordo dello stagno, o il crinale della collina del giardino roccioso. Sono dotate di piccole finestre, ora rotonde ora dalle forme geometriche particolari, che regalano viste della parte di giardino che si sta attraversando.
Finestre e porte sono un elemento architettonico importante del giardino cinese. Talvolta sono rotondi (finestre della luna o cancello della luna) o ovali, esagonali o ottagonali, o nella forma di un vaso o un pezzo di frutta. A volte presentano cornici importanti in ceramica e possono inquadrare dei dettagli (ramo di un albero di pino, un susino in fiore) o affacciarsi su scorci o paesaggi.
I ponti sono un'altra caratteristica comune del giardino cinese. Come le gallerie, raramente sono dritti, ma a zig-zag o arco, rialzati sopra gli stagni, ispirandosi ai ponti della Cina rurale. Anch'essi aprono delle viste sul giardino. I ponti sono spesso costruiti in legno grezzo o in pietra e a volte sono dipinti a colori vivaci o laccati.
I giardini, spesso, accolgono anche piccole case austere per la solitudine e la meditazione, a volte sotto forma di rustiche capanne da pesca, e gli edifici isolati che servono come librerie o studi (Shufang).

### Montagne artificiali e giardini di rocce

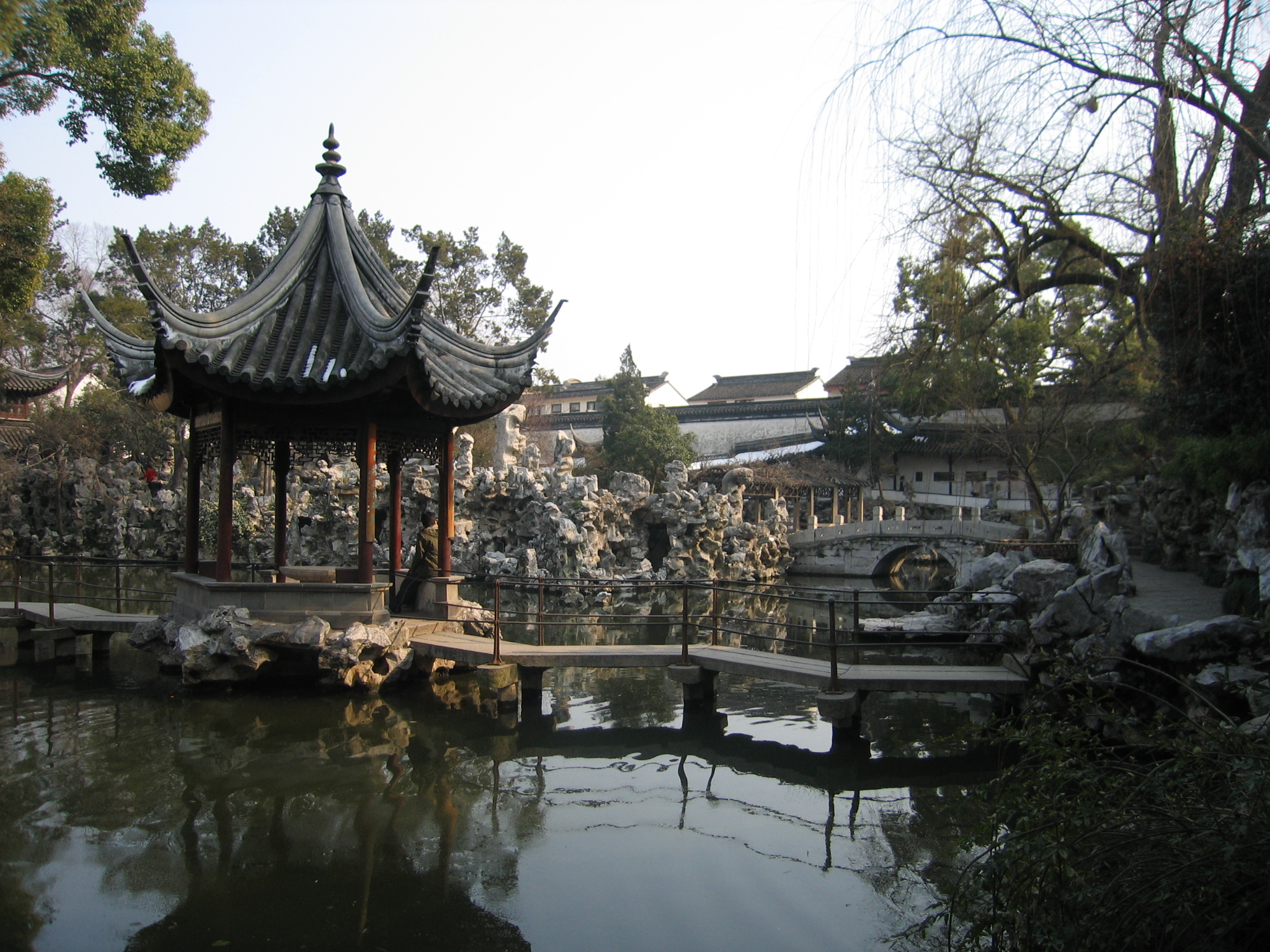
Il Giardino della Foresta dei Leoni a Suzhou.

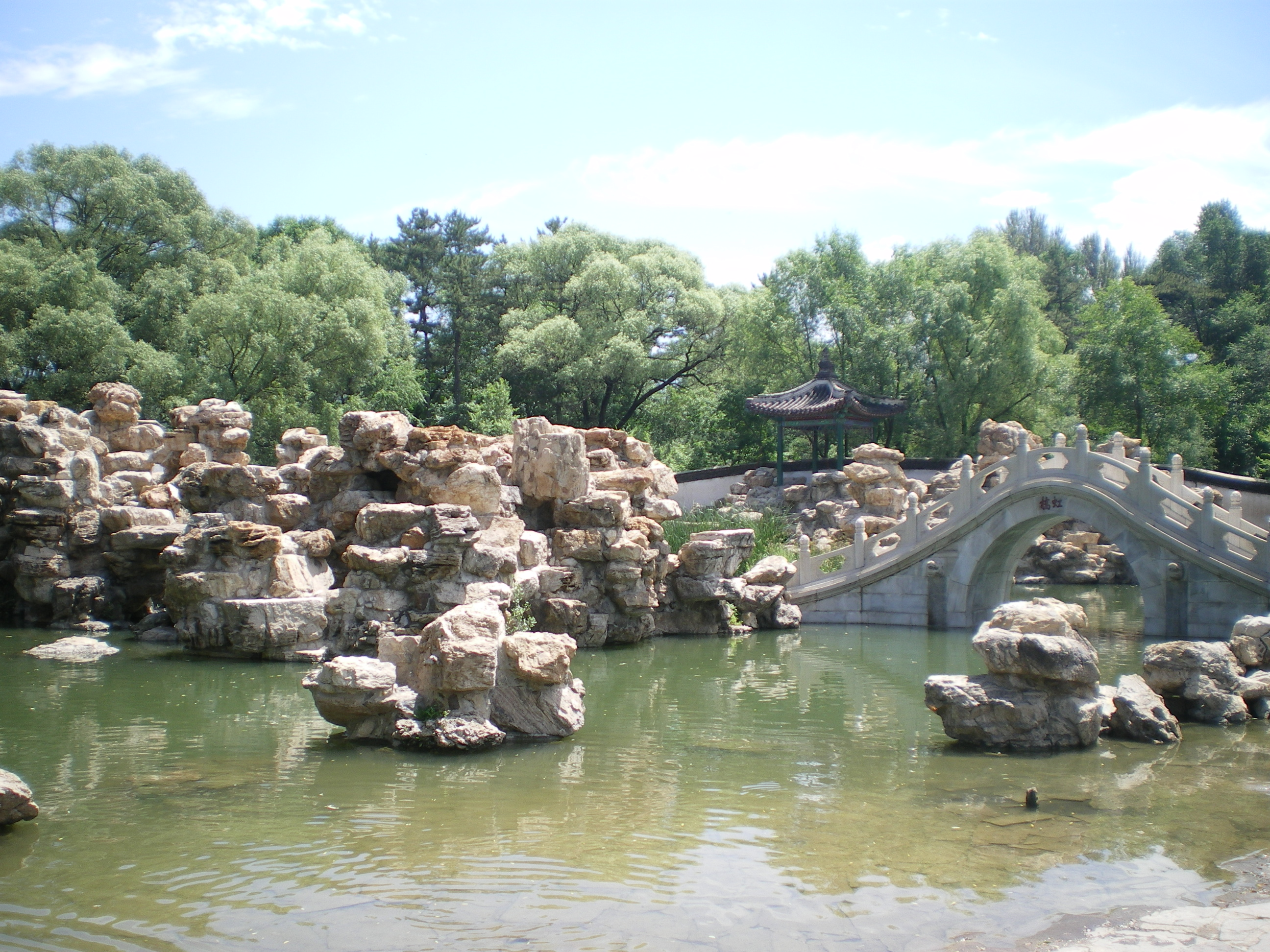
Il giardino roccioso della Località montana di Chengde.

Lo Jiashan, la montagna artificiale o giardino di rocce, è un elemento integrante dei giardini classici cinesi. Il picco della montagna era un simbolo di virtù, simbolo di stabilità e resistenza secondo la filosofia confuciana e il Libro dei Mutamenti. Un picco di una montagna su un'isola è stata anche la parte centrale della leggenda dell'Isola degli Immortali, e divenne così un importante elemento per molti giardini classici.
Il primo giardino roccioso apparso nella storia quello di Tu Yuan (letteralmente "Giardino dell'appartato"), costruito durante la dinastia Han  (206 a.C. - 220 d.C.). Durante la dinastia Tang, la roccia è stata elevata al rango di un oggetto d'arte, giudicato per la sua forma (xing), sostanza (zhi), colore (se), e consistenza (wen); ma anche per la sua morbidezza, trasparenza, e altri fattori. Il poeta Bai Juyi (772-846) scrisse un catalogo delle famose rocce del lago Taihu, chiamato Taihu Shiji. Queste rocce di calcare scolpite dall'erosione divennero le più apprezzate per i giardini.
Durante la dinastia Song, le montagne artificiali vennero realizzate in gran parte di terra. Ma l'imperatore Huizong (1100-1125) ha quasi rovinato l'economia dell'Impero distruggendo i ponti del Gran Canale per recuperarne le enormi rocce per il suo giardino. Durante la dinastia Ming, l'uso di pile di rocce per creare montagne artificiali e grotte raggiunse il suo culmine. Durante la dinastia Qing, i giardini di rocciosi dei Ming furono considerati troppo artificiali e le nuove montagne vennero composte sia da rocce che da terra.
Le montagna artificiali solitamente presentano un piccolo padiglione panoramico al vertice. Nei piccoli giardini classici, una singola roccia rappresenta una montagna, e una fila di rocce una catena montuosa.

### Acque

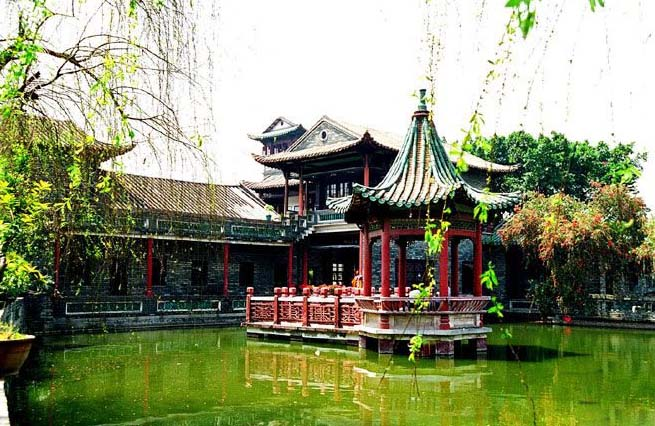
Il lago del Giardino Ke a Dongguan.

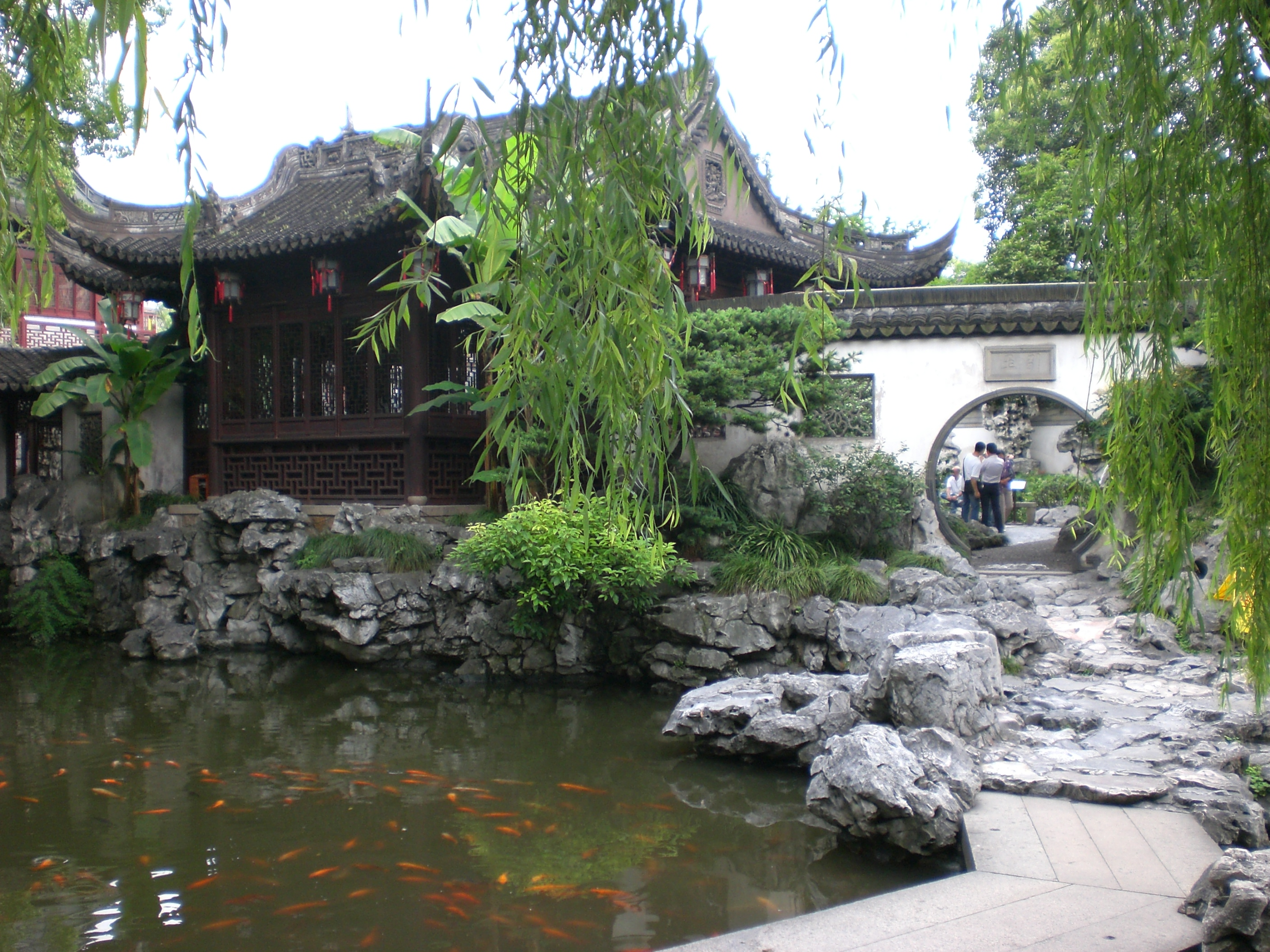
pesci rossi nel Giardino del Mandarino Yu di Shanghai.

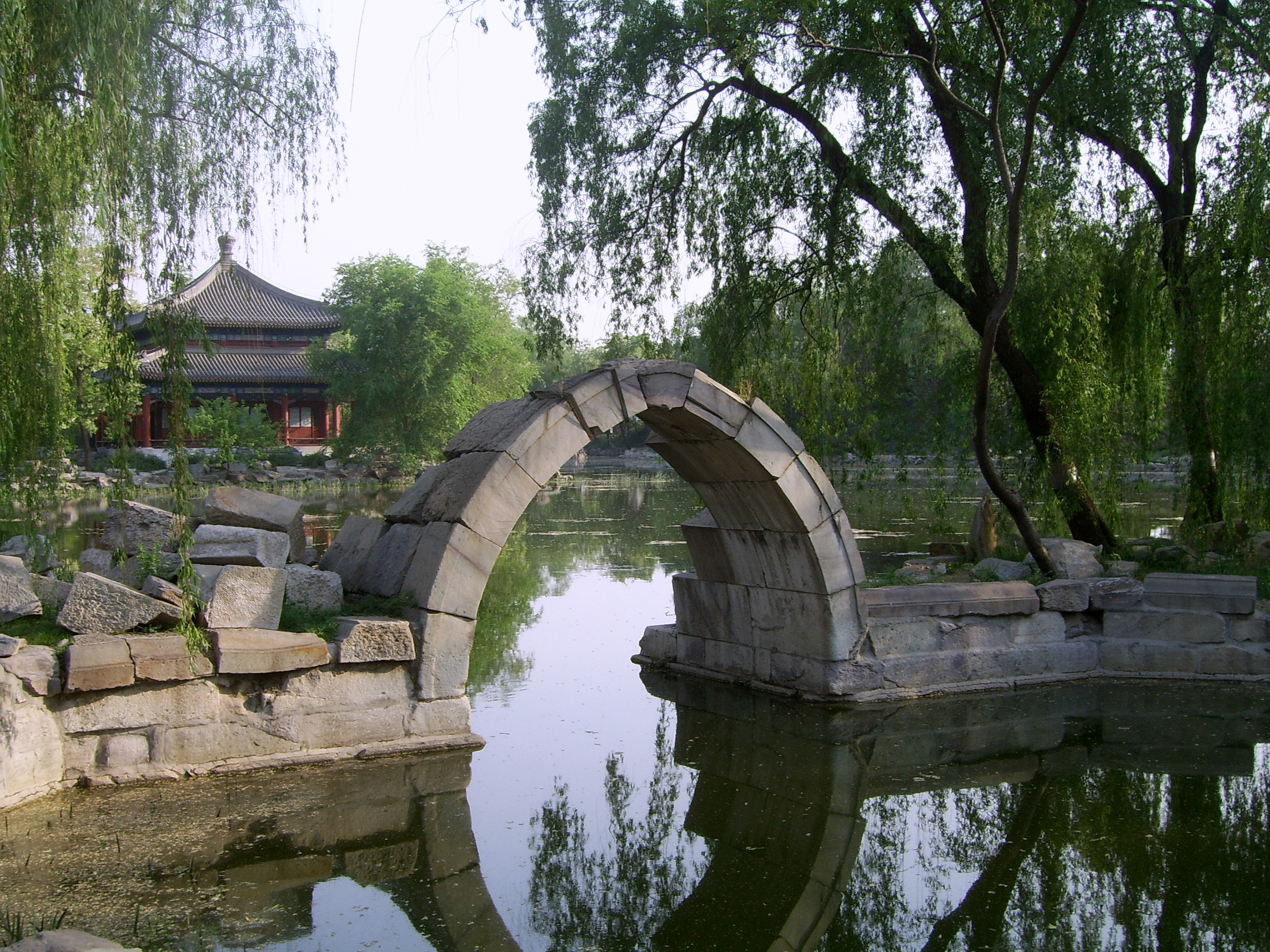
Specchi d'acqua nell'Antico Palazzo d'Estate di Pechino.

Uno stagno, o un lago, è l'elemento centrale di un giardino cinese, spesso piantumato con fiori di loto e animato da pesci rossi. Gli edifici principali vi sono in genere collocati accanto, e i padiglioni offrono piacevoli scorci sulle acque.
Gli specchi d'acqua hanno un importante ruolo simbolico nel giardino. Nel Libro dei Mutamenti l'acqua rappresenta la leggerezza e la comunicazione, e portava il cibo della vita nel suo viaggio attraverso le valli e pianure. È anche il complemento alla montagna, l'altro elemento centrale del giardino, che rappresenta i sogni e l'infinità degli spazi. La morbidezza dell'acqua contrasta con la solidità delle rocce. L'acqua riflette il cielo, e, pertanto, è in continua evoluzione, anche un vento leggero può ammorbidire o cancellare i riflessi.
I laghi e padiglioni posti lungo le acque dei giardini cinesi sono stati influenzati anche da un altro classico della letteratura cinese, il Shishuo Xinyu di Liu Yiqing (403-444), che illustra le passeggiate dell'Imperatore Jian Wen Di della Dinastia Jìn lungo le rive dei fiumi Hao e Pu, nel Giardino della Splendida Foresta (Hualin yuan). Molti giardini, in particolare in quelli del Jiangnan o quelli imperiali del nord della Cina, hanno caratteristiche e nomi tratti da quest'opera.
I giardini più piccoli presentano sovente un unico stagno, con una roccia, piante e strutture in tutto il bordo. Giardini di medie dimensioni in genere posseggono un lago con uno o più flussi attraversati da ponti, o un singolo lago, lungo, diviso in due corpi d'acqua da uno stretto canale e scavalcato da un ponte. In un giardino molto grande tutto è amplificato, come ad esempio nel Giardino dell'Umile Amministratore, la cui caratteristica principale è il grande lago con le sue isole simboliche, a riecheggiare le isole dei immortali. I flussi entrano nel lago formando diversi scenari, numerose strutture forniscono differenti vedute dell'acqua, vi sono numerosi padiglioni, una barca di pietra, un ponte coperto.
I corsi d'acqua nel giardino cinese seguono sempre un andamento tortuoso, e sono nascosti, di volta in volta, da rocce o vegetazione. Un missionario gesuita francese, padre Attiret, divenuto pittore al servizio dell'imperatore Qianlong (1738-1768), descrisse così un giardino che aveva visto:
In alcuni giardini, dei cortili sono allestiti in una strana maniera. Delle zone piane e lisce, riempite con della sabbia bianca, e bordate di rocce creavano l'impressione di laghi e stagni, che alla luce della luna sembravano specchi d'acqua reali. Questo stile di giardino secco fu poi importato in Giappone e sviluppato nel giardino zen.

### Piante

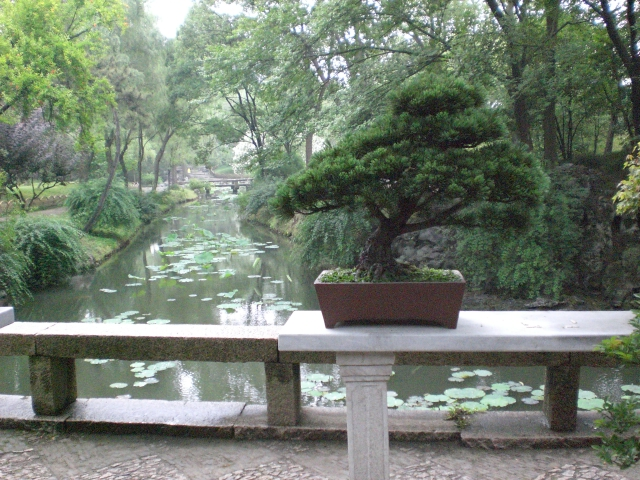
Veduta con un penjing (盆景) o penzai (盆栽) (in giapponese bonsai) nel Giardino dell'Umile Amministratore di Suzhou.

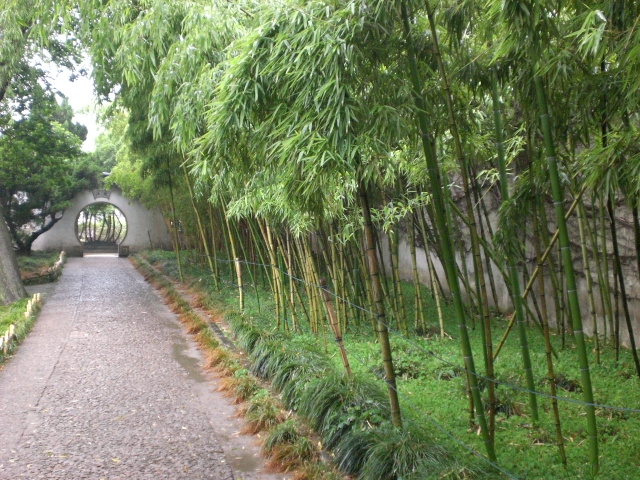
Bambù.

Fiori e alberi, insieme all'acqua, le rocce e l'architettura, sono il quarto elemento essenziale del giardino cinese. Essi rappresentano la natura nella sua forma più viva, e contrastano con le linee rette dell'architettura e la staticità. Cambiano continuamente con le stagioni, e forniscono sia suoni (il suono della pioggia sulle foglie di banano o il vento sui bambù) che aromi e colori per compiacere il visitatore.
Ogni pianta nel giardino aveva un suo significato simbolico. Il Pino, il Bambù e il Prugno cinese (Prunus mume) erano considerati i Tre Amici d'inverno (歲寒 三 友) dagli studiosi che crearono i giardini classici, preziosi per rimanere verdi o fiorire in inverno. Erano spesso dipinti da artisti come Zhao Mengjian (1199-1264). Per gli studiosi, il pino era l'emblema di longevità e tenacia, nonché costanza nell'amicizia. Il bambù, una cannuccia cava, rappresentava un uomo saggio, modesto e in cerca della conoscenza, anche noto per essere flessibile in una tempesta senza rompersi. I Susini erano venerati come simbolo della rinascita dopo l'inverno e l'arrivo della primavera. Durante la dinastia Song, l'albero preferito era il susino, apprezzato per la sua precoce fioritura dai toni bianchi e rosa e il dolce aroma.
Il Pesco nel giardino cinese simboleggia la longevità e l'immortalità. Le pesche sono associate alla mitologica storia del Frutteto di Xī Wángmǔ, la "Regina Madre d'Occidente", dove in questo luogo leggendario i peschi fiorivano solo dopo tremila anni, fruttificavano solo dopo altri tre mila anni, e maturano dopo altri tre mila anni. Chi riusciva a mangiare quelle pesche diveniva immortale. Questo leggendario frutteto è stato raffigurato in molti dipinti cinesi, e ha ispirato molte scene di giardino. Gli alberi di Pero erano il simbolo della giustizia e della saggezza, ma poteva anche simboleggiare una lunga amicizia o il romanticismo, dato che la pianta vive molto a lungo.
L'Albicocco simboleggiava la via del Mandarino. Durante la dinastia Tang, infatti, coloro che superavano gli Esami imperiali, venivano premiati con un banchetto nello Xingyuan, o "Giardino degli albicocchi".
Il frutto del Melograno veniva offerto alle giovani coppie come simbolo di fertilità. Il Salice rappresentava l'amicizia e i piaceri della vita, infatti dei ramoscelli venivano offerti agli ospiti in simbolo di amicizia.
Nell'antica Cina era molto apprezzato il Glicine, che con la sua attitudine a saldarsi strettamente al suo supporto era considerata un simbolo di amicizia che niente e nessuno poteva spezzare.
Tra i fiori del giardino cinese, i più apprezzati sono l'Orchidea, la Peonia, e il Fior di loto.  L'orchidea è stato il simbolo di nobiltà. Durante la dinastia Tang, la peonia, con una delicata fragranza e simbolo di opulenza, era il fiore più celebre nel giardino. Il poeta Zhou Dunyi scrisse un famoso elogio al loto, paragonandolo a un junzi, un uomo che possedeva l'integrità e l'equilibrio. Il loto veniva ammirato per la sua purezza, e gli sforzi che fa per giungere fuori dall'acqua e fiorire in aria, era un simbolo della ricerca della conoscenza. Il Crisantemo è stato elogiato dal poeta Tao Yuanming, i cui fiori circondavano la sua capanna di eremita, era simbolo di longevità, forza e determinazione, in quanto spuntando in autunno, sfida i primi freddi.
I paesaggisti cinesi facevano molta attenzione a mantenere l'aspetto naturale del paesaggio. La potatura dei fusti e delle radici cercavano di preservare la forma naturale e contenere le piante. Alberi nani dall'aspetto nodoso e antico erano particolarmente apprezzati nei paesaggi in miniatura dei giardini cinesi, furono gli antenati dei Bonsai.

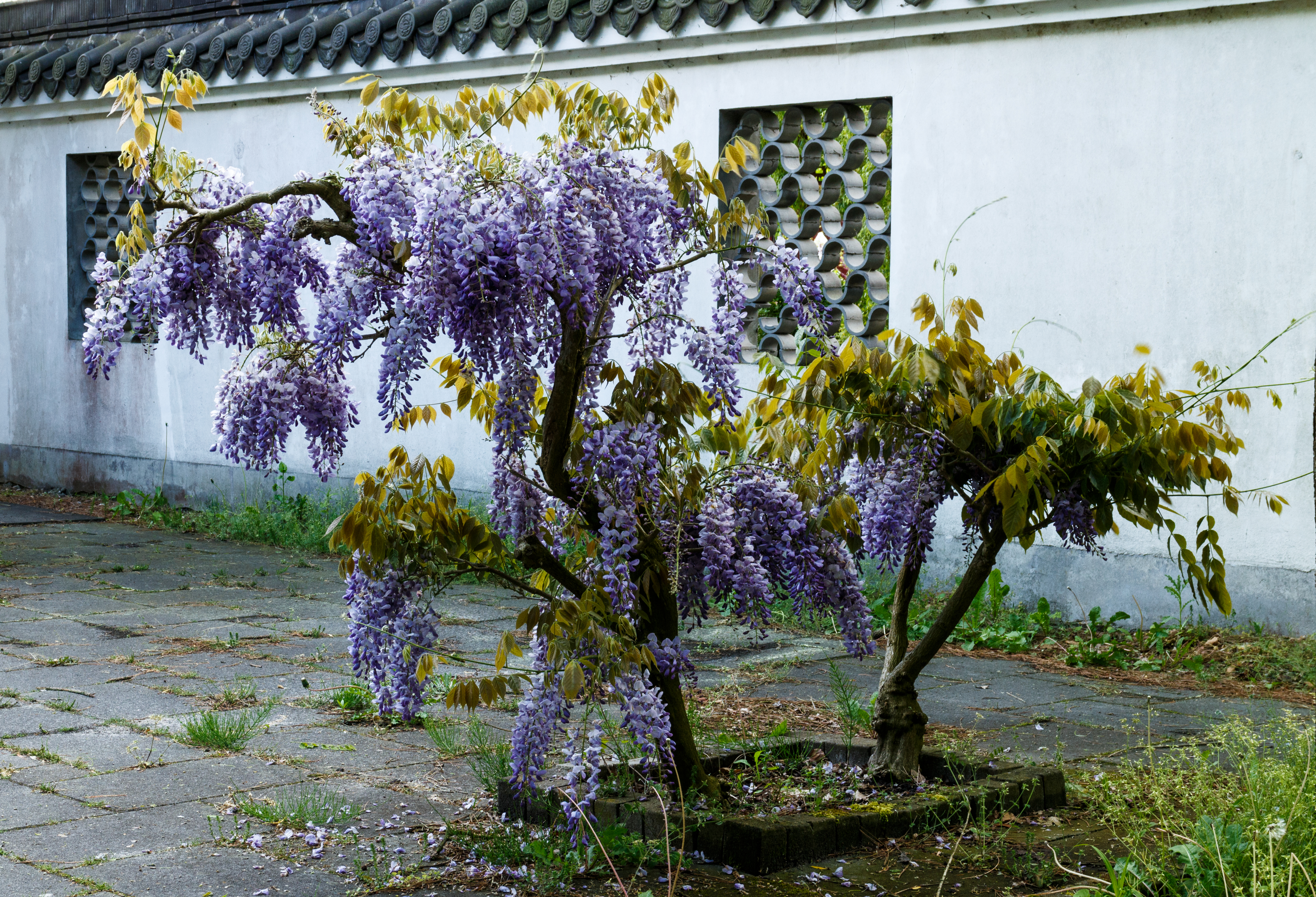
Glicine
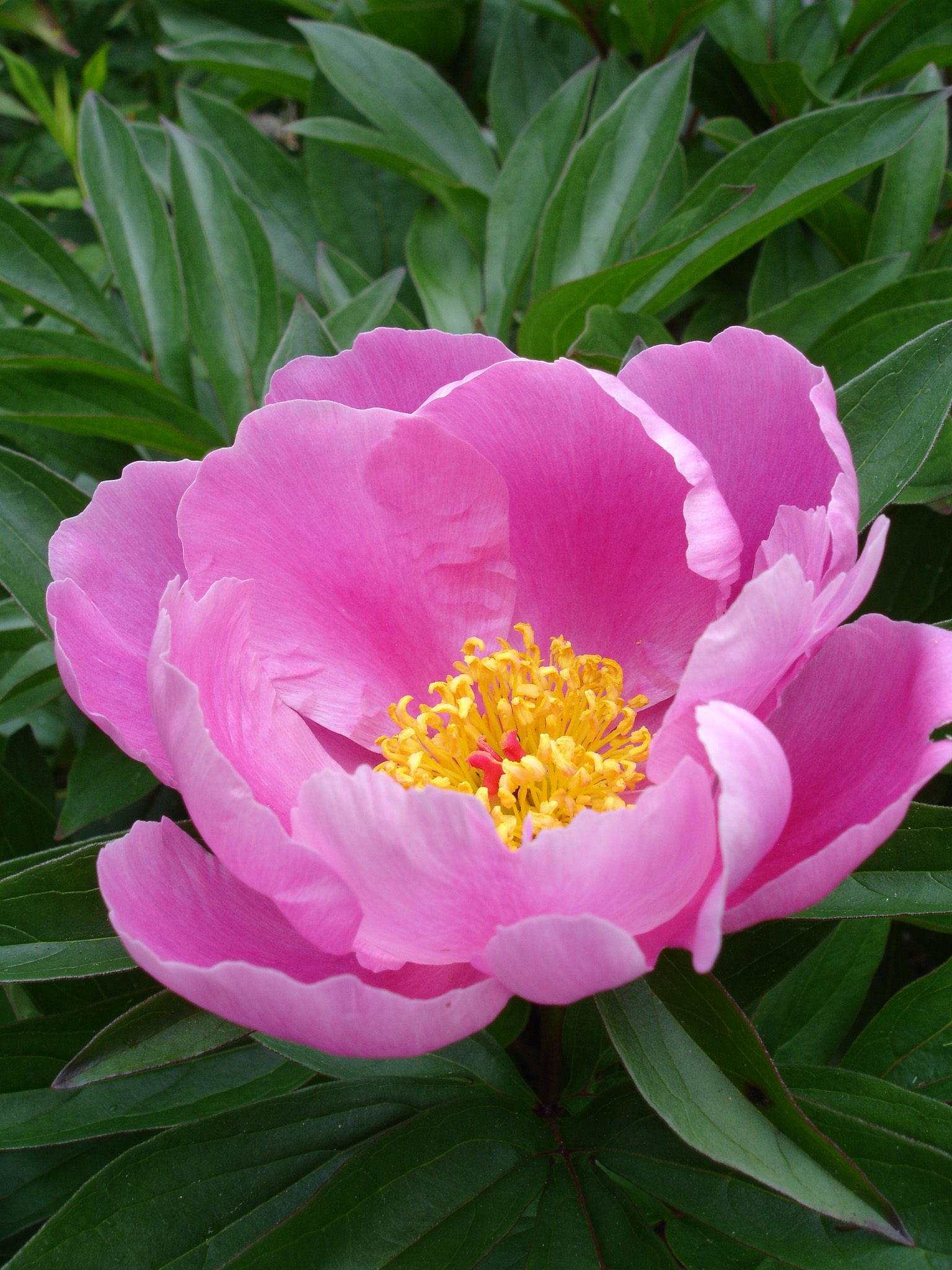
Peonia
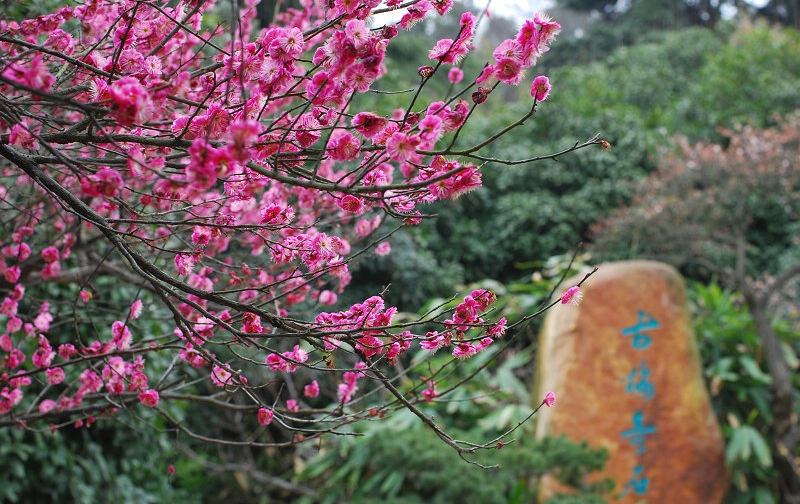
Prunus mume
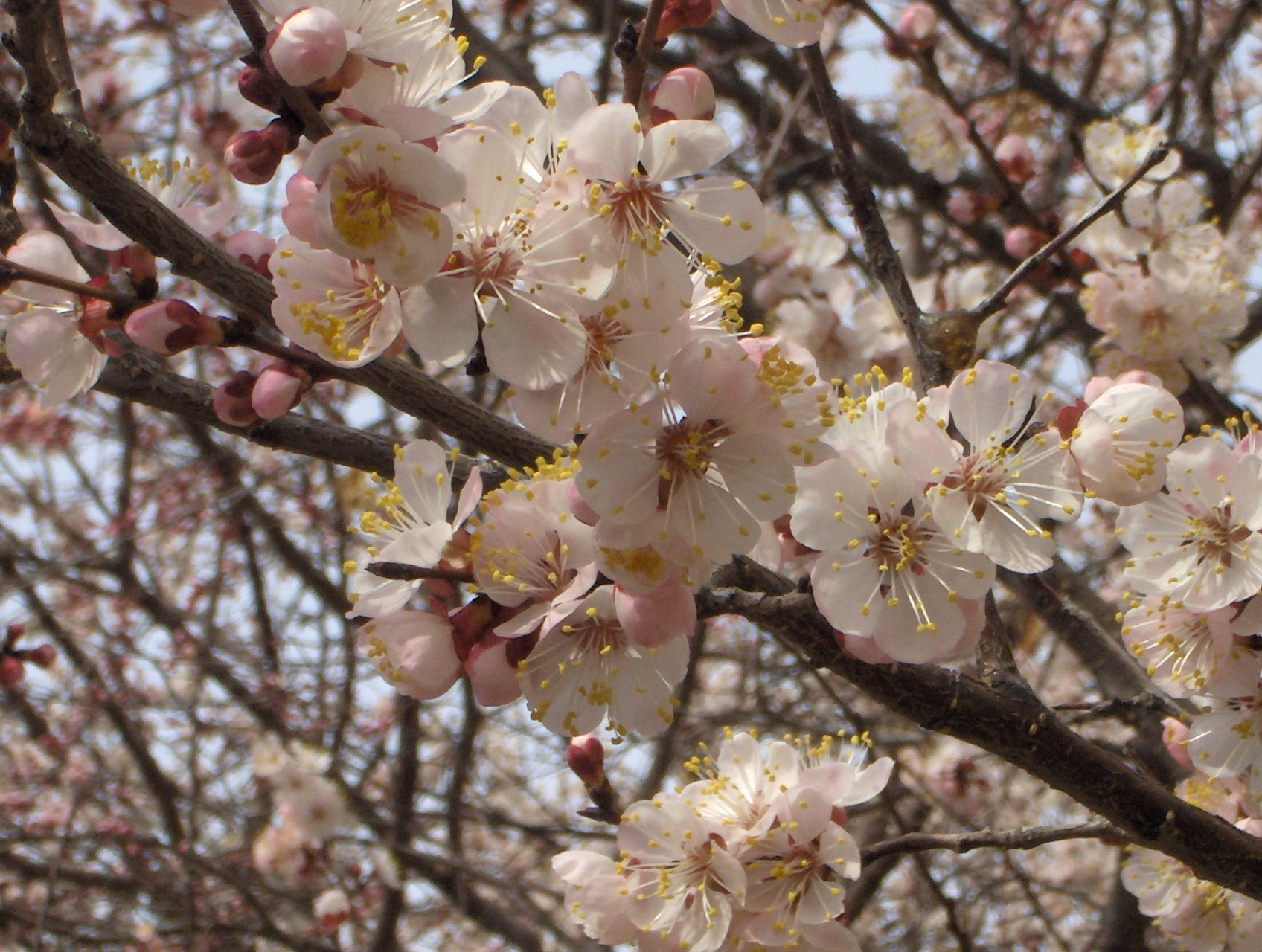
Albicocco
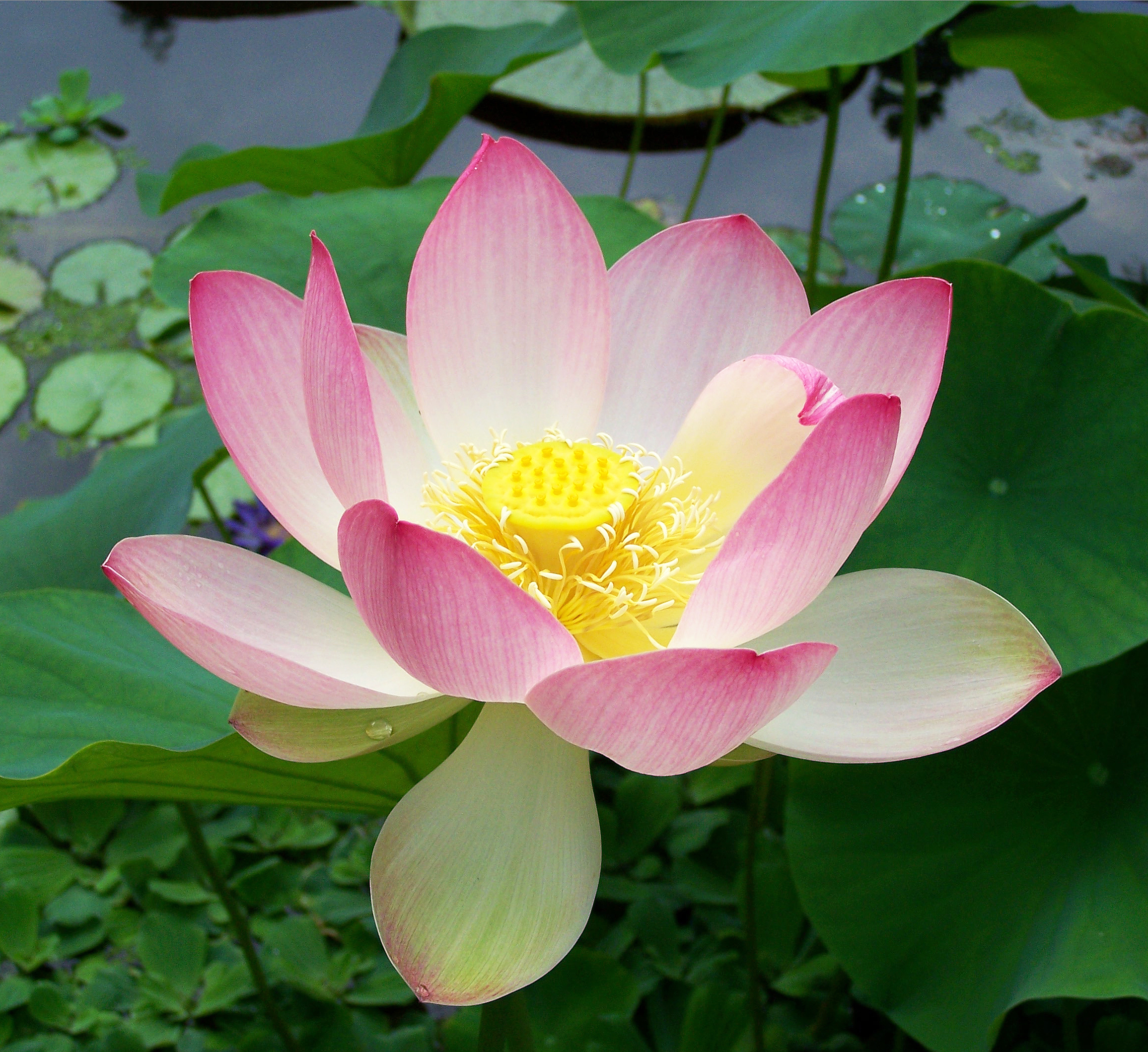
Fior di loto

## Filosofia
L'espressione della filosofia Taoista della natura, così come l'associazione alle arti della poesia e calligrafia, costituisce una costante nei giardini cinesi. Il Tao, letteralmente la "Via", si riferisce più a un processo che non a un cammino da seguire, esalta il contatto con l'universo, dove tutti gli elementi sono costituiti dal medesimo materiale, il Qi. Il Tao rappresenta la somma di tutte le cose passate, presenti e future.
Le rocce erose dal tempo, ad esempio, sono considerate una manifestazione del Tao in quanto rappresenta il corso del tempo e il nostro futuro scomposto. Le rocce e l'acqua sono elementi opposti, come lo yin e yang, ma complementari e si completato l'un l'altro. Le rocce sono solide, ma l'acqua le sgretola. Le rocce erose dalle profondità del Lago Tai, usate spesso nel giardino classico, illustrato questo principio.
I sentieri tortuosi e i ponti e gallerie a zig-zag si ispirano al proverbio cinese, "Per deviazioni, l'accesso ai segreti".
I giardini cinesi hanno profonde radici filosofiche e legate al Feng shui, gli elementi naturali sono scelti con una cura minuziosa in relazione al loro significato storico-mitologico, letterario o simbolico. La pittura del paesaggio e l'arte dei giardini si sviluppava in perfetta simbiosi nell'antica Cina. L'aspetto finale del giardino cinese é profondamente studiato, niente è per caso, è il risultato della combinazione dei punti di vista del pittore e del paesaggista. Lo si potrebbe paragonare alla pittura su rotoli che, inventata da Wang Meng nel periodo Tang, mostra l'opera svelarsi progressivamente, come un giardino si ammira muovendocisi.

## Influenze

### In Giappone

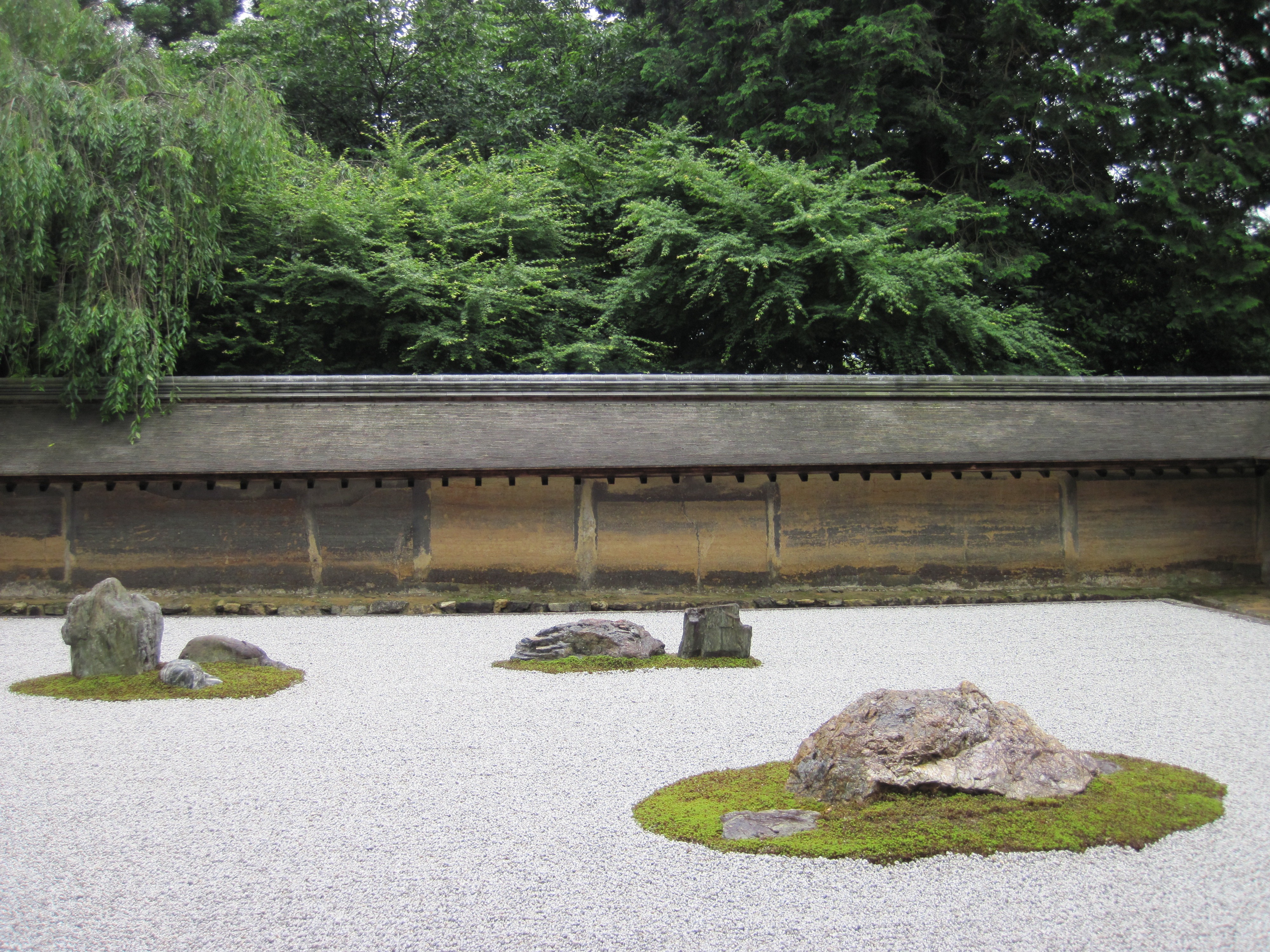
Il Ryōan-ji, primo giardino zen del Giappone.

Il giardino classico cinese ha avuto una notevole influenza sul giardino giapponese. Dapprima venne preso come modello in Corea prima del 600. e nel 607, il giapponese Principe Shōtoku, inviato per una missione diplomatica alla corte cinese, vi iniziò un vero e proprio scambio culturale che durò per secoli. Centinaia di studiosi giapponesi vennero inviati a studiare la lingua cinese, il sistema politico, e la cultura. L'ambasciatore giapponese in Cina, Ono no Imoko, descrisse i grandi giardini paesaggistici dell'imperatore cinese alla corte giapponese che ebbero subito una profonda influenza sullo sviluppo della progettazione del paesaggio giapponese.
Durante il periodo Nara (710-794), quando la capitale giapponese si trovava dapprima a Nara, poi spostata a Heian-kyō, il tribunale giapponese creò ampi giardini paesaggistici con laghetti e padiglioni sul modello cinese per aristocratici, e giardini più intime per la contemplazione e la meditazione religiosa.
Il monaco giapponese Eisai (1141-1215) importò la Scuola Rinzai-shū del Buddhismo Zen dalla Cina al Giappone, sviluppando il Giardino roccioso cinese nel famoso giardino zen, esemplificato dal giardino di Ryōan-ji. Importò anche il tè verde dalla Cina, originariamente per mantenere i monaci svegli durante una lunga meditazione, e ponendo così la base per la Cerimonia del tè giapponese.
Il paesaggista giapponese Musō Soseki (1275-1351) creò il celebre Giardino Saihō-ji a Kyoto, che comprendeva una ricreazione delle Isole di Otto Immortali, Horai in giapponese, caratteristica importante di molti giardini cinesi. Fu solo durante il periodo Kamakura (1185-1333), e in particolare durante il periodo Muromachi (1336-1573), che il giardino giapponese seguì i propri principi estetici, divenendo più austero rispetto al giardino cinese.

### In Europa

Le celebri Cineserie di François Boucher.

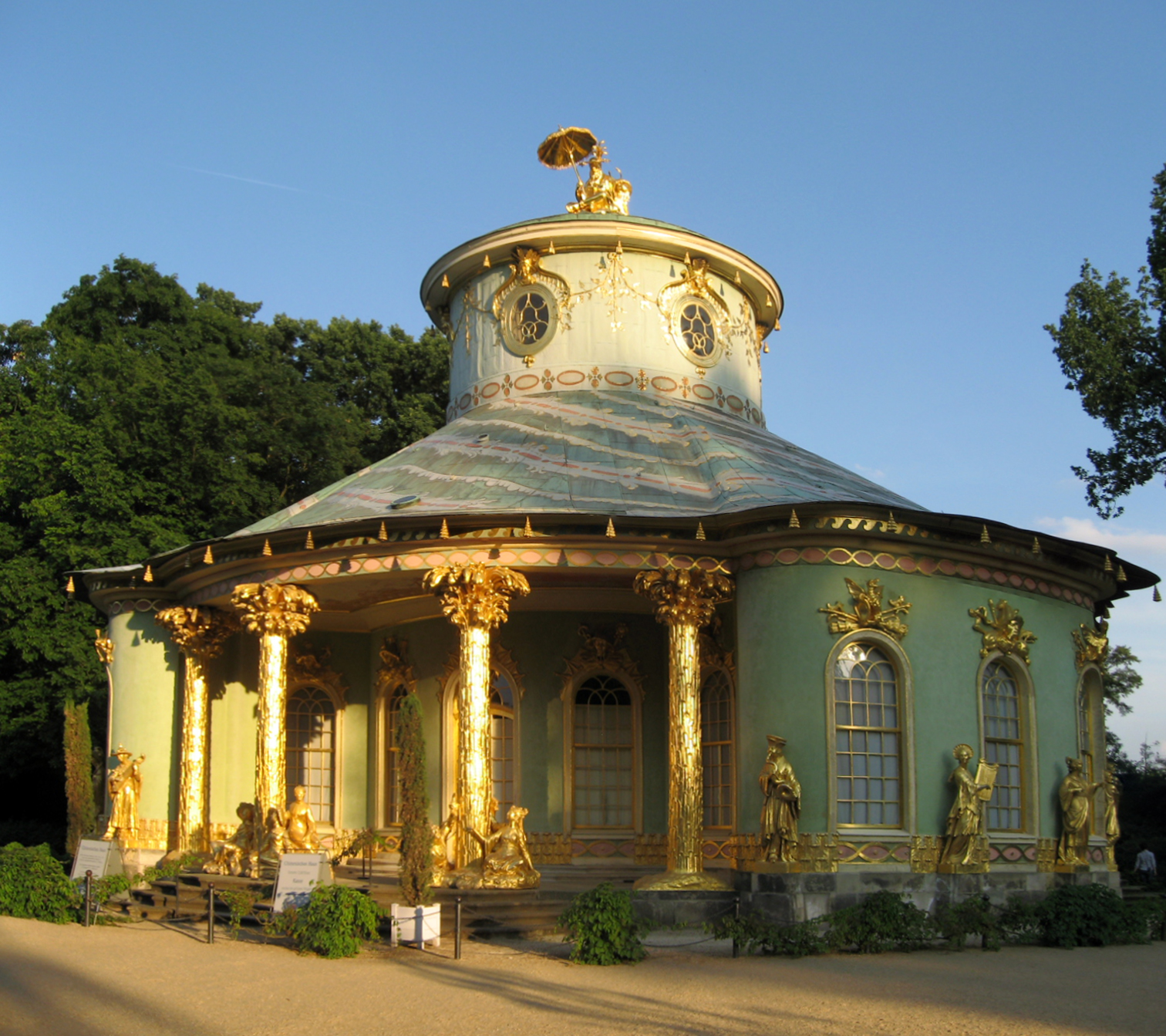
La Casa cinese nel Parco di Sanssouci a Potsdam.

Il primo europeo a descrivere un giardino cinese fu il celebre mercante e viaggiatore veneziano Marco Polo, che visitò la residenza estiva di Kublai Khan a Xanadu. Questo giardino, tuttavia, ebbe un effetto solo molto più tardi sulla cultura europea; nel 1797, ispirò la poesia romantica, Kubla Khan, al poeta inglese Samuel Taylor Coleridge.
Marco Polo descrisse anche i giardini antenati dell'odierno Parco Beihai, quelli del palazzo imperiale di Khabaliq, il nome d'epoca, mongolo, della città di Pechino. Ne descrisse i bastioni, le balaustre e i padiglioni che circondano un lago profondo pieno di pesci, con cigni e altri uccelli acquatici. L'elemento centrale è una collina artificiale con cento gradini per raggiungere la sommità e un migliaio di perimetro, coperta da alberi sempreverdi e decorata con pietre di azzurrite verdi.
Il primo prete gesuita, Francesco Saverio, arrivò in Cina nel 1552, e padre Matteo Ricci ricevette il permesso di stabilirsi a Pechino nel 1601. I gesuiti iniziarono a inviare una copiosa documentazione in Europa sulla cultura cinese e giardini. Louis Le Comte, un matematico al servizio del Re di Francia, venne inviato in missione scientifica in Cina nel 1685. Descrisse come i giardini cinesi avevano grotte, colline artificiali e rocce accatastate a imitare la natura, al contrario dei giardini geometrici francesi.
Nel XVIII secolo inizia un grande interesse verso la Cina, vasi cinesi, lacche e altri oggetti decorativi cominciarono ad arrivare in Europa, cominciando la moda delle Cineserie. Il pittori Watteau, e François Boucher e Giandomenico Tiepolo dipinsero scene cinesi a loro immaginazione; Caterina la Grande, Maria Teresa d'Austria e Federico II di Prussia fecero decorare stanze nei loro palazzi in stile cinese, o fecero costruire dei padiglioni a tema. C'è stato un grande interesse per tutto Chinsese, compresi i giardini. [78]
Nel 1738, il missionario gesuita francese Jean-Denis Attiret, andò in Cina, dove divenne pittore di corte dell'imperatore Qianlong. Egli descrisse, con dovizia di particolari, i giardini imperiali vicini a Pechino:
D'altra parte l'imperatore Qianlong (1711-1799) è stato ugualmente interessato a ciò che stava accadendo in Europa. Commissionò al gesuita Giuseppe Castiglione, addestrato in ingegneria, di costruire fontane per il suo giardino simile a quelle dei giardini di Versailles, di cui aveva sentito parlare.
L'architettura cinese e la sua estetica influenzò notevolmente il giardino all'inglese. Nel 1685, il diplomatico e scrittore inglese Sir William Temple scrisse un saggio Al giardino di Epicuro (pubblicato nel 1692), che contrastava le teorie europee dei giardini simmetrici (alla francese), con composizioni asimmetriche provenienti dalla Cina.
Il giardino paesaggistico inglese si consolidò in Inghilterra nella prima parte del XVIII secolo, influenzato anche dai viaggio in Italia dall'alta classe britannica e dal loro desiderio di avere un nuovo stile di giardino che si abbinasse bene con lo Stile palladiano, allora scelto per le loro case di campagna; o che riecheggiasse i paesaggi romantici di Claude Lorrain e di altri pittori. Ma la novità e l'esotismo dell'arte e architettura cinesi in Europa portò nel 1738 alla costruzione della prima casa cinese in un giardino all'inglese, la Stowe House, nel Buckinghamshire, a fianco di templi romani, rovine gotiche e altri stili architettonici.